# حماسه گیلگمش
حماسهٔ گیلگَمِش برآیند قطعه‌های ادبی درباره گیلگمش از دوره‌های مختلف (ح. ۲۱۰۰ پیشا دوران مشترک تا ح. ۱۰۰۰ پیشا دوران مشترک) و به زبان‌های گوناگون از جمله سومری، اکدی، هیتی، هوری و اوگاریتی است. نسخه‌های مختلف گیلگمش بر روی لوح گِلی و به خط میخی نوشته و در شهرهای باستانی مختلف در بین‌النهرین، شام و آناتولی پیدا شده‌اند. نسخهٔ بابلی معیار حماسه، در همان زمان خود با واژگان آغازین Sha naqba īmuru («او که دریا را دید») شناخته می‌شده‌است. پس از غارت نینوا توسط اتحاد مادها و بابلی‌ها در سال ۶۱۲ پیشا دوران مشترک، رونوشت‌های آشوربانی‌پال از این حماسه، تا حدود ۲۵۰۰ سال پس از آن خوانده نشدند. 
نخستین بار در سالهای ۱۸۵۰ و ۱۸۵۳، آستن هنری لایارد و دستیارش هرمزد رسام الواح را در کتابخانه‌های شاهی نینوا کشف کردند. در سال ۱۸۷۲ جرج اسمیت در حین مرتب کردن لوح‌ها در موزه بریتانیا، لوح «طوفان» را پیدا کرد و ترجمهٔ آن را در «انجمن باستان‌شناسی کتاب مقدس» (با حضور نخست‌وزیر) ارائه داد. تعداد سطرهای یازده لوح حماسه، مابین ۱۸۳ تا ۳۲۶ است، در کل حدود ۳٬۰۰۰ سطر وجود داشته‌است. حماسه مانند کتابی است که بخشی از آن را موریانه خورده یا طوماری که آتش نیمی از آن را سوزانده باشد. 
گیلگمش (پادشاه ستمگر اوروک) دو سوم خدا و یک‌سوم انسان است. خدایان انکیدو را خلق می‌کنند تا هماورد او باشد اما آن دو پس از رویارویی، دوست و سپس عاشق هم می‌شوند. پس از کشتن هومبابا در جنگل سدر، ایشتار خواستار قهرمان می‌شود اما گیلگمش با توهین بسیار او را رد می‌کند. ایشتار نرگاو آسمان را گسیل می‌کند تا آن دو همراه را بکشد اما موفق نمی‌شود. خدایان به جرم نافرمانی، انکیدو را جوانمرگ می‌کنند؛ گیلگمش سفر جنون‌آمیزی را آغاز می‌کند تا به جاودانگی دست یابد. به دیدار اوتنپیشتی در آنسوی آب‌های مرگ و در انتهای جهان می‌رود، پس از شنیدن داستان طوفان، درمی‌یابد جاودانگی برای او آرزوی دستیابی‌ناپذیری است.
به عقیدهٔ اندرو جرج، حماسه گیلگمش، در جایگاه یکی از آثار اصلی ادبیات جهان قرار دارد و آن را می‌توان «سند انسان‌گرایی باستانی» در نظر گرفت. حماسه آترام-هاسیس یکی از پس‌زمینه‌های دینی-اساطیری داستان است. در باور سنتی، خدایان آنچه را برای شکوفایی بشر به آن نیاز بوده‌است در سپیده‌دم تاریخ و در دوره پیش از طوفان پدید آورده‌اند، چیز دیگری قرار نیست کشف شود. ارتباطی بین سفر گیلگمش برای پیدا کردن بازمانده «طوفان» و بازگرداندن زندگی مذهبی وجود دارد. شاعر لازم ندیده اشاره بیشتری بکند اما به روشنی گیلگمش عامل دوباره متمدن کردن سرزمین خود و ابزار ائا بوده‌است. واژگان آغازین حماسه همین ارتباط را برقرار می‌کنند، «دریا» نشان‌دهندهٔ قلمروی ائا است. وارونه رویداد تمیزی است که حتماً هر بابلی فرهیخته‌ای آن را دریافته است؛ قهرمانی که در زندگی نتوانست خدا باشد، با مرگ توانست.
روایت تولد گیلگمش که آلیان بازگو می‌کند همان سنتی‌ست که در سایر افسانه‌های خاور نزدیک (سارگن، موسی و کوروش) نیز آمده‌است. بررسی سیر تکاملی «حماسه گیلگمش» را می‌توان از متن سومری «داستان زیوسودرا» آغاز کرد که از طریق ترجمه‌ها و اقتباس‌های اکدی پیاپی به نسخه معیار دوازده لوحی منتهی شد. این حماسه، مدلی تجربی برای آزمایش فرضیه‌های تکامل متن کتاب مقدس است. از میان همسانی‌های بسیار با کتاب مقدس، بیشترین و آشناترین در لوح XI دیده می‌شود که در آن نسخه‌ای از داستان طوفان بین‌النهرینی آمده است. این روایت، مفصل‌ترین نسخه از داستانی است که پیش از آن در حوزه خلاصه‌تری هم به زبان سومری و هم اکدی بازگو شده است. در مرحله‌ای از تکامل خود، حماسه با لوح XI و بازگشت گیلگمش به اوروک خاتمه می‌یافت. سپس، لوح دوازدهمی با ترجمه مستقیم نمونه اولیهٔ سومری شکل گرفت که شامل رویایی از جهان زیرین است که بر آن گیلگمش در مقام یک خدا حاکم است.

## تاریخ ادبیگیلگمش
آثار ادبی مکتوب در بین‌النهرین، از ۲۶۰۰ پیشا دوران مشترک پیدا شده‌اند. در آن زمان، خط بازتاب کامل زبان نبود و خواندن  این لوح‌های اولیه بسیار دشوار است. حداقل از همین زمان (و به احتمال زیاد از زمان خیلی پیشتر)، دو گروه از مردمانی که به دو زبان کاملا متفاوت صحبت می‌کردند در بین‌النهرین سفلی مقیم شدند. یکی از این دو زبان، سومری بود که با هیچ زبان شناخته‌شده‌ای خویشاوندی ندارد. به نظر می‌رسد نخستین خط به این زبان نوشته شده است. زبان دیگر، اکدی بود که از خانوادهٔ زبان‌های سامی و در نتیجه با زبان عبری و عربی در ارتباط است. زبان سومری بیشتر در مناطق شهریِ جنوب و زبان اکدی در مناطق محلیِ شمال رایج بود. تقسیم جغرافیایی در سنت پسین واژگان دیده می‌شود: سومر و اکد. وضعیتی که این فرهنگ چندزبانه در هزاره سوم پیشا دوران مشترک داشت احتمالا به وضعیت زبان فرانسوی و فلامان در بلژیک امروزی شبیه است.
از ۲۳۰۰ پیشا دوران مشترک، متن‌های اکدی به وفور دیده می‌شوند، زمانی که این زبان ابزار اداری امپراتوری اکد شده بود. در میان این متون، آثار ادبی بسیار کمی وجود دارد. روایت‌ها بیشتر به صورت سنت شفاهی بودند و هیچگاه نوشته نمی‌شدند یا بسیار بعدتر مکتوب می‌شدند. به مرور زبان سومری در مقابل زبان اکدی جایگاه گفتاری خود را از دست داد. در آخرین سدهٔ هزارهٔ سوم پیشا دوران مشترک، پس از رنسانس سومری دوباره این زبان در جایگاه زبان اصلی نوشتار تقویت شد.

### گیلگمشو ادبیات بین‌النهرین باستان
در زمان حاکمیت شولگی (۲۰۹۴ تا ۲۰۴۷ پیشا دوران مشترک) از فرمانروایان سلسله سوم اور، بسیاری از ادبیات به سومری تصنیف شد. امروزه این آثار نه به واسطهٔ لوح‌های نوشته‌شده در همان زمان، بلکه از طریق برنامه درسی کاتبان در تمدن بابل شناخته می‌شوند. در سدهٔ هجدهم پیشا دوران مشترک و در زمان حاکمیت حموراپی (۱۷۹۲ تا ۱۷۵۰ پیش از دوران مشترک)، سومری زبانی مرده در میان گویشوران محسوب می‌شد اما جایگاه نوشتاری خود را حفظ کرد. تقریبا هر آنچه از ادبیات سومری (از جمله پنج شعر گیلگمش) باقیمانده است به واسطه لوح‌هایی است که شاگردان کاتبی در مدرسه‌های تمدن بابل نگاشته‌اند.

## تاریخچه

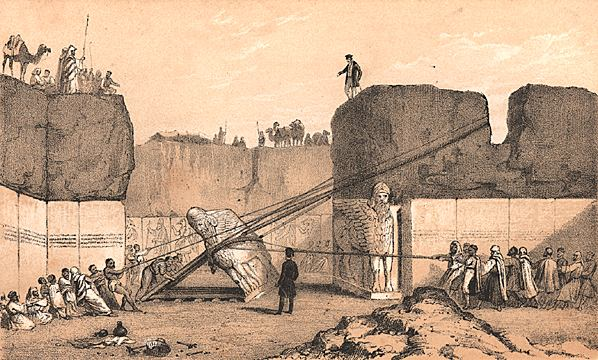
تصویر (۱۸۵۲) اثر آستن هنری لایارد، حفاری در نینوا

به عقیده اندرو جرج، از یک صد سال پیش که نخستین ترجمه‌های مدرن حماسه گیلگمش منتشر شد، در جایگاه یکی از آثار اصلی ادبیات جهان قرار گرفت. این حماسه، بارها در قالب نمایش، رمان و اپرا اقتباس و حداقل به شانزده زبان ترجمه شده‌است. یکی از درون‌مایه‌های اصلی این حماسه، «ترس از مرگ» است. دو درون‌مایهٔ جهان‌شمول دیگر، «راه خردمندی» و وضعیت بشری هستند. علاوه بر این، وظایف شایستهٔ شاهان؛ وظیفه در قبال خانواده؛ تمدن و بربریت؛ دوستی و قهرمان واقعی بودن را شامل می‌شود. در این میان، داستان سنتی «طوفان» و توصیف جهان مردگان نیز به آن پیوسته‌است. مجموع این موضوعات گیلگمش را به قهرمان فرهنگ تبدیل کرده‌است.
نکته‌ای که حماسه گیلگمش و سایر ادبیات بین‌النهرین باستان را مجزا می‌کند، آن است که هنوز نسخه‌های گوناگونی از آن پیدا می‌شود. هفتاد سال پیش، کمتر از چهل نسخه وجود داشت اما اکنون بیش از دو برابر آن پیدا شده و در حال افزایش است. نسخه‌های مختلف گیلگمش بر روی لوح گِلی و به خط میخی نوشته و در شهرهای باستانی مختلف در بین‌النهرین، شام و آناتولی پیدا شده‌اند. خط میخی در هزاره سوم پیشا دوران مشترک در دولت‌شهرهای جنوب بین‌النهرین پدید آمد. لوح‌های خط میخی، دربرگیرنده گستره زمانیِ سه هزار ساله هستند و در میان آنان آثار ادبی و علمی دیده می‌شوند.
قطعه‌های ادبی که داستان گیلگمش را روایت می‌کنند از دوره‌های مختلف و به زبان‌های گوناگون به دست آمده‌اند که می‌توان بر اساس زمان، مکان و زبان آنان را دسته‌بندی کرد. گروه اصلی (نسخه معیار)، به زبان اکدی هستند و به تمدن بابل و آشور در هزاره اول پیشا دوران مشترک تعلق دارند. این نسخه در همان زمان خود با واژگان آغازین («او که دریا را دید») شناخته می‌شده‌است. سایر گروه‌ها، قدیمی‌تر و به زبان اکدی هستند. گروه دوم، متن‌های نیمه اول هزاره دوم پیشا دوران مشترک (دوره بابلی باستان) هستند. گروه سوم تکه‌هایی هستند که به تمدن بابل در نیمه دوم هزاره دوم پیشا دوران مشترک (دوره بابلی میانه) تعلق دارند. گروه چهارم، متعلق به همان زمان گروه سوم هستند اما خارج از تمدن بابل (شام و آناتولی) به دست آمده‌اند. گروه پنجم، نسخه‌هایی به زبان سومری هستند که توسط شاگردان کاتبی در تمدن بابل (قرن هجدهم پیشا دوران مشترک) نوشته شده‌اند.
کتابخانه آشوربانی‌پال بزرگ‌ترین مجموعه را فراهم کرد که سازمان‌دهی‌شده مکتوب و جمع‌آوری شده بودند. در میان متن‌هایی که کاتبان آشوربانی‌پال رونویسی می‌کردند، حماسه گیلگمش قرار داشت که در کتابخانه آشوربانی‌پال احتمالاً تا چهار مجموعه کامل از آن بر الواح گلی نقش بسته بود. پس از غارت نینوا توسط اتحاد مادها و بابلی‌ها در سال ۶۱۲ پیشا دوران مشترک، رونوشت‌های آشوربانی‌پال از این حماسه، همانند سایر الواح، بر کف کاخ‌های پادشاهی تکه‌تکه باقی ماندند و تا حدود ۲۵۰۰ سال پس از آن پیدا نشدند.

### بازیافتن حماسه
نخستین بار در سالهای ۱۸۵۰ و ۱۸۵۳، آستن هنری لایارد و دستیارش هرمزد رسام الواح را در کتابخانه‌های شاهی نینوا کشف کردند. این الواح هسته اصلی مجموعه لوح‌ها را در موزه بریتانیا تشکیل می‌دهند. آنان همچنین سنگ بنای رشته آشورشناسی هستند و برای اکثر پژوهش‌ها منبع اصلی محسوب می‌گردند. آن دو حفاری را در کاخ سناخریب (پدربزرگ آشوربانی‌پال) که نامش «کاخ بی‌هماورد» بود، آغاز کردند. سه سال پس از آن، رسام از سوی موزه بریتانیا بازگشت و گنجینه دوم را در کاخ خود آشوربانی‌پال («کاخ شمالی») پیدا کرد. سالها پس از آن (۱۸۷۹ تا ۱۸۸۲)، رسام ده‌ها هزار لوح بابلی را در سایت‌هایی در جنوب، بابل و سیپار، به دست آورد که در موزه بریتانیا گرد آمدند. هیچ‌یک از آن دو نفر توانایی خواندن الواح را نداشتند.
اهمیت کشف این مجموعه برای اولین بار در سال ۱۸۷۲ شناخته شد. در این سال، جرج اسمیت در حین مرتب کردن لوح‌ها در موزه بریتانیا، لوح «طوفان» را یافت. همکار او در آن زمان، واکنش وی را چنین توصیف کرده‌است: «اسمیت لوح را برداشت و شروع به خواندن سطرها کرد؛ هنگامی که دریافت محتوای آن همان بخشی از افسانه است که امیدوارانه به دنبالش بود، گفت «اولین انسانی هستم که پس از دو هزار سال فراموشی می‌خوانمشان.» لوح را روی میز گذاشت، به هوا پرید و با هیجان بسیار دور اتاق خیز برداشت و در میان حیرت حضار شروع به درآوردن لباسهایش کرد.» او ترجمه لوح طوفان را در «انجمن باستان‌شناسی کتاب مقدس» (با حضور نخست‌وزیر) ارائه داد.

## نسخه‌ها

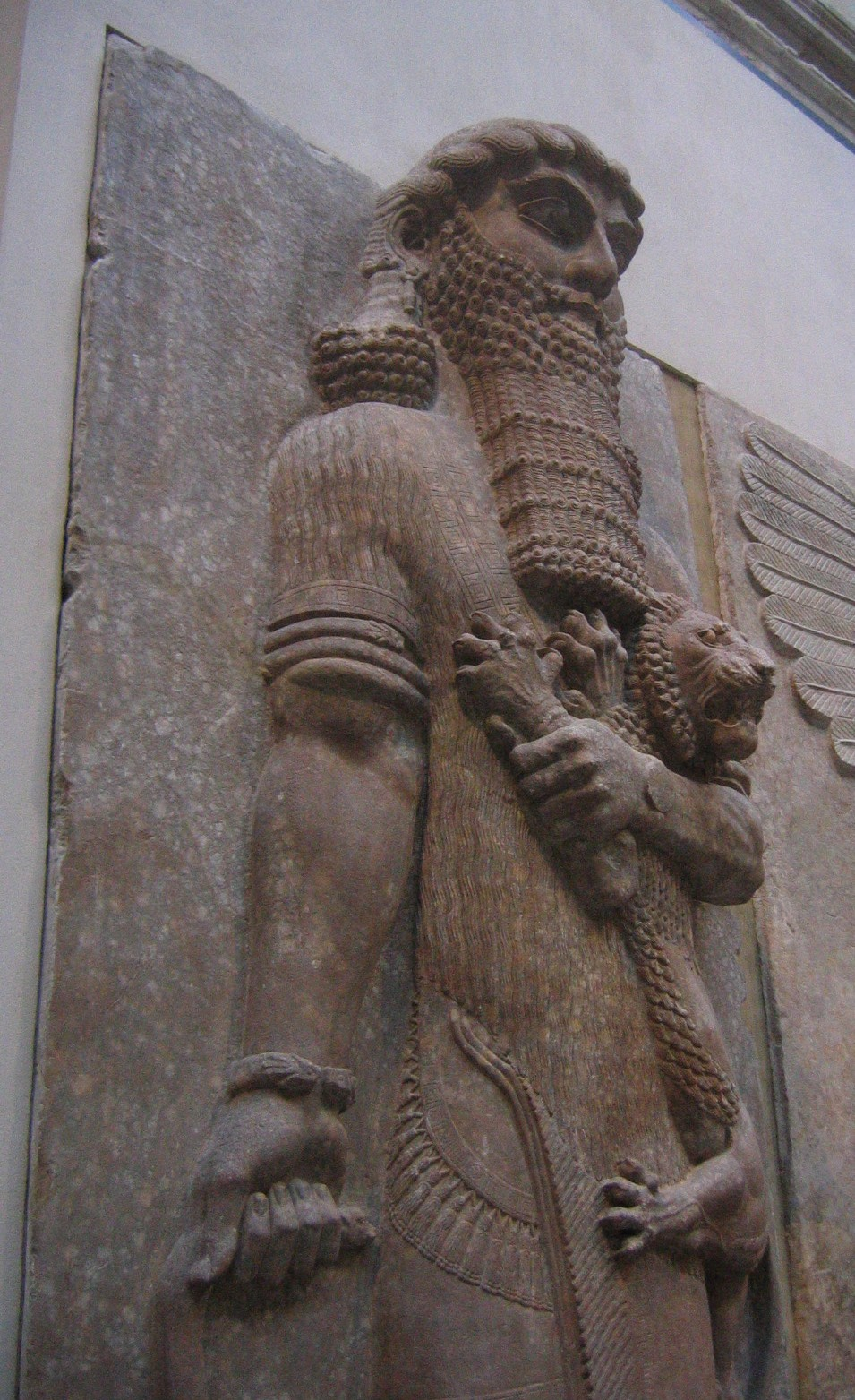
مجسمه از آشور باستان، احتمالاً نشانگر گیلگمش، در لوور

### بابلی معیار و بابلی باستان
نام سنتی شاعر که همراه با نسخه مرجع بابلی آمده، «سین-لیقِ-اونینی» است. معنای آن، «ای خدای ماه، بپذیر نیایشم را!» و حرفه او جن‌گیری (دور کردن شیطان با نیایش) است. این پیشه، مهارت بسیار مهمی بوده و یکی از کاربردهای اصلی آن، درمان بیماران است. هیچ چیز دیگری دربارهٔ وی در دست نیست، جز آنکه چندین خانواده شناخته‌شده در میان کاتبان (اواخر هزاره اول پیشا دوران مشترک) در شهر اوروک (جنوب تمدن بابل)، او را نیای خود دانسته‌اند. دیدگاه امروزی این است که او در حدود قرن سیزدهم تا یازدهم پیشا دوران مشترک زندگی کرده‌است. او نمی‌تواند سراینده اصلی حماسه بابلی باشد زیرا نسخه‌ای از آن در دوره بابلی باستان موجود بود اما به احتمال زیاد شکل‌دادن نهایی با او بوده و نسخه هزاره اول موجود در کتابخانه‌ها بر عهده وی بوده‌است، همان نسخه‌ای که به آن نسخه معیار گفته می‌شود. با همه اینها نمی‌توان احتمال این را در نظر نگرفت که مابین زمان زندگی او و قرن هفتم پیشا دوران مشترک، متن او تغییرات جزئی کرده باشد.
شعر حماسی طولانی‌ای که در دورهٔ باستان به «سین-لیقِ-اونینی» نسبت داده شده‌است، در دوره قدیم با نام «sha naqba imuru» («او که دریا را دید») شناخته می‌شده که واژگان آغازین آن است. این نسخه از حماسه در اغلب جاها، از نسخه بابلی باستان حماسه («Shūtur eli sharrī»: برتر از همه پادشاهان دیگر) سطر به سطر پیروی کرده‌است. در سایر جاها تفاوتهای مهمی وجود دارد. در میان زمانی که «برتر از همه پادشاهان دیگر» به «او که «دریا» را دید» تحول یافت، نسخه‌های بابلی اواخر هزاره دوم پیشا دوران مشترک وجود دارند. این گروه از نسخه‌ها به دو بخش «در تمدن بابل» و «خارج از تمدن بابل» تقسیم می‌شوند. بخش اول شامل دو لوح است: نیپور و اور. این دو لوح بسیار شبیه به نسخه معیار هستند (همراه با تفاوتهایی).

### سایر نسخه‌ها و اقتباس‌ها
متن‌های بابلی خارج از تمدن بابل، به قرن چهاردهم پیشا دوران مشترک (اواخر عصر برنز) تعلق دارند. در این دوره پادشاهی نوین مصر و هیتی‌ها قدرت‌های اصلی در شرق دریای مدیترانه بودند و زبان اکدی در ارتباطات بین‌المللی در خاور نزدیک زبان میانجی محسوب می‌گشت. پادشاهان آشوری و بابلی، طبیعتاً به اکدی برای فرعون نامه می‌نوشتند، اما فرعون نیز به اکدی پاسخ آنها را می‌داد. پادشاه هیتی و فرعون نیز همینگونه مکاتبه می‌کردند. حاکمان خرد در ساحل شام و سوریه نیز به همین زبان با سروران خود در ارتباط بودند، گرچه از اصطلاحات کنعانی و هوری نیز استفاده می‌کردند. این زبان اکدی به همان شیوه سنتی، خط میخی بر روی لوح گلی، نوشته می‌شد. کاتبان محلی برای آنکه بتوانند نامه‌ها، قراردادها و سایر سندهای سروران خود را فراهم کنند، به خط میخی و با واژگان و ادبیات بابلی آموزش می‌دیدند (این اتفاق پیش از آن نیز روی داده بود و در میانه هزاره سوم پیشا دوران مشترک، خط میخی به ابلا رسیده بود).
در نتیجه، در هاتوسا (بغاز کوی امروزی، پایتخت تمدن هیتی)، آختاتون (امارنه، شهر سلطنتی فرعون آخناتون در مصر علیا)، اوگاریت (راس شمرا، در بخش ساحلی سوریه)، ایمار (تل مِسکِنه) (شهری بر کنار فرات) - فقط به عنوان چند نمونه - بر الواح، ادبیات اکدی نقش می‌بست. به جز امارنه، از همهٔ این مکان‌ها و علاوه بر آن در مگیدو (فلسطین) الواح گیلگمش پیدا شده‌اند. آنچه در هاتوسا به دست آمده‌است، قدیمی‌ترین در این گروه و بسیار شبیه به نسخه بابلی باستان حماسه (پنسیلوانیا و ییل) است؛ آنان متعلق به پیش از سین-لیقِ-اونینی هستند. متن‌های ایمار که متعلق به چند سده بعد هستند، با وجود تفاوتهایی به نسخه او شبیه هستند (باز هم باید گفت در حال حاضر نمی‌توان تشخیص داد پیش از اثر او بوده‌اند یا پس از آن). سایر نسخه‌های گیلگمش که در «غرب» پیدا شده‌اند، محلی و خلاصه یا بازنگری حماسه معیار هستند. یک نسخه هیتی و یک نسخه هوری هر دو در پایتخت تمدن هیتی پیدا شده‌اند. نسخه هیتی نسبتاً بهتر اما نسخه هوری به زحمت قابل خواندن است. حتی نسخه‌ای در ارمنستان، بسیار دور از عیلام، پیدا شد که گمان می‌رفت نسخه عیلامی گیلگمش باشد. به سرعت منتشر شد و ترجمه‌هایی نیز به دنبال آن آمد. اما بررسی بیشتر نشان داد که در واقع نامه‌ای خصوصی بوده که هیچ ربطی به گیلگمش ندارد. این نامه نمونه‌ای شد از این حقیقت که زبان عیلامی هنوز ناشناخته‌ترین زبان خاور نزدیک است. زبان اکدی چنین وضعیتی ندارد.

## خلاصه داستان
از نسخهٔ بابلی معیار حماسه، ۷۳ نسخه خطی به جا مانده‌است: ۳۵ عدد از کتابخانه‌های آشوربانیپال در نینوا، ۸ لوح یا قطعه دیگر از سه شهر آشوری دیگر (آشور، کالاه، حوزیرینا) و ۳۰ لوح از تمدن بابل (به خصوص شهرهای بابل و اوروک) به دست آمده‌است. لوح‌های آشوربانیپال قدیمی‌تر هستند. جدیدترین نسخه خطی متعلق به ۱۳۰ پیشا دوران مشترک و از شهر بابل است.
تعداد سطرهای یازده لوح حماسه، مابین ۱۸۳ تا ۳۲۶ است؛ در کل حدود ۳٬۰۰۰ سطر وجود داشته‌است. تنها لوح‌های I, VI, X، و XI تقریباً کامل هستند. بعضی از سطرها از دست رفته‌اند اما با متن‌های مشابه قابل بازیابی هستند. حدود ۵۷۵ سطر کاملاً از بین رفته‌اند، حتی یک کلمه نیز از آنان باقی نمانده‌است. تعداد بسیاری آسیب زیادی دیده‌اند و کمتر از چهار-پنجم حماسه متن به هم پیوسته‌است.
رویکرد به حماسه نباید مانند رویکرد به شعر هومر باشد (متن اصلاً کامل نیست)؛ مانند کتابی است که بخشی از آن را موریانه خورده یا طوماری که آتش نیمی از آن را سوزانده باشد.

### لوح I. سرآغاز حماسه و پیدایی انکیدو
او که «دریا» را دید، پی‌ریزی سرزمین،

   [آنکه] دانست …، خردمند بود در همه امور!

[گیلگمش، آنکه] «دریا» را دید، پی‌ریزی سرزمین،

   [آنکه] دانست …، خردمند بود در همه امور!
[او] … همه‌جا …

 و [فراگرفت] همگی مجموع حکمت را.

دید آنچه را نهفته بود، پیدا کرد آنچه را نهان بود،

 او آورد داستانی از پیش از «طوفان».
راه درازی آمد، فرسوده بود، آرامش یافت،

 و گذاشته شد همه کارهایش بر لوحی از سنگ. (سرآغاز حماسه، سطرهای ۱ تا ۱۰)
بر بالای دیوار اوروک شو و به پس و پیش رو!

 پِی‌ریزی‌هایش را برانداز کن، آجرکاری‌اش را ببین!

آجرهایش در کوره پخته نشدند؟

 «هفت فرزانه» پی‌ریزی‌هایش را بنیاد نریختند؟
[یک میل مربع است] شهر، [یک میل مربع] بیشه خرما، یک میل مربع است گودال خاک رس، نیم میل مربع معبد ایشتار:

 [سه میل مربع] و نیم است گستره اوروک.
[بنگر] صندوق لوح سدر را،

   [باز کن] قفل برنزش را!

[بلند کن] سرپوش راز و رمزش را،

 [بردار] لوح سنگ لاجورد را و به صدای بلند بخوان

 رنجهای گیلگمش، هر آنچه بر او رفت. (سرآغاز حماسه، سطرهای ۱۸ تا ۲۸)

سرآغاز و ستایش. پادشاه گیلگمش، ظالمانه بر مردم شهر اوروک حکومت می‌کند، آنها به خدایان شکایت می‌کنند. خدایان برای مشغول کردن و تغییر مسیر نیروهای فرابشری وی، همتایش را خلق می‌کنند: مردی وحشی با نام انکیدو که توسط حیوانات وحشی بزرگ شده‌است. دام‌گذاری، انکیدو را می‌بیند، وی را با کمک یک روسپی از گله به دور می‌کشاند و می‌فریبد. روسپی هنرهایش را به او نشان می‌دهد و پیشنهاد می‌دهد که با او به اوروک برود، جایی که گیلگمش، انکیدو را در خواب دیده‌است.

#### خلاصه
داستان با گیلگمش، پادشاه اوروک آغاز می‌شود. گیلگمش، دو-سوم خدا و یک-سوم انسان، بر مردم شهرش ستم می‌کند، آن‌ها از دست او به خدایان پناه می‌برند. ستم او به زنان جوان اوروک، اجبارشان به همخوابگی در شب عروسی است (حق لرد (ارباب)). ستم او به مردان جوان (لوح در این قسمت آسیب دیده) این‌گونه حدس زده می‌شود که آنها را با مسابقه، آزمون قدرت، یا به احتمال زیاد بیگاری کشیدن در بنای ساختمان‌ها از پای درمی‌آورد. خدایان به درخواست مردم با خلقِ همتایِ گیلگمش پاسخ می‌دهند، که می‌تواند از ستم او جلوگیری کند. این مرد وحشی، انکیدو، پوشیده از مو-ست و در محیط وحش با حیوانات زندگی می‌کند. دام‌گذاری می‌بیندش، انکیدو گذران زندگی او را با ریشه‌کن کردن دام‌ها خراب کرده‌است. شمهات، یک روسپیِ مقدس، انکیدو را فریفته می‌کند؛ نخستین گام او به سوی رام شدن. پس از شش روز و هفت شب (و یا بر اساس پژوهش جدید، دو هفته) همخوابگی و آموزش راه‌های شهریگری به انکیدو، شمهات او را به منزل‌گاه شبان می‌برد. در همین حال، گیلگمش همراهِ محبوبِ ناآشنایی را به خواب می‌بیند که از راه خواهد رسید و از مادرش، نینسون، می‌خواهد در یافتن معنای رؤیاها کمکش کند.

### لوح II. رام کردن انکیدو

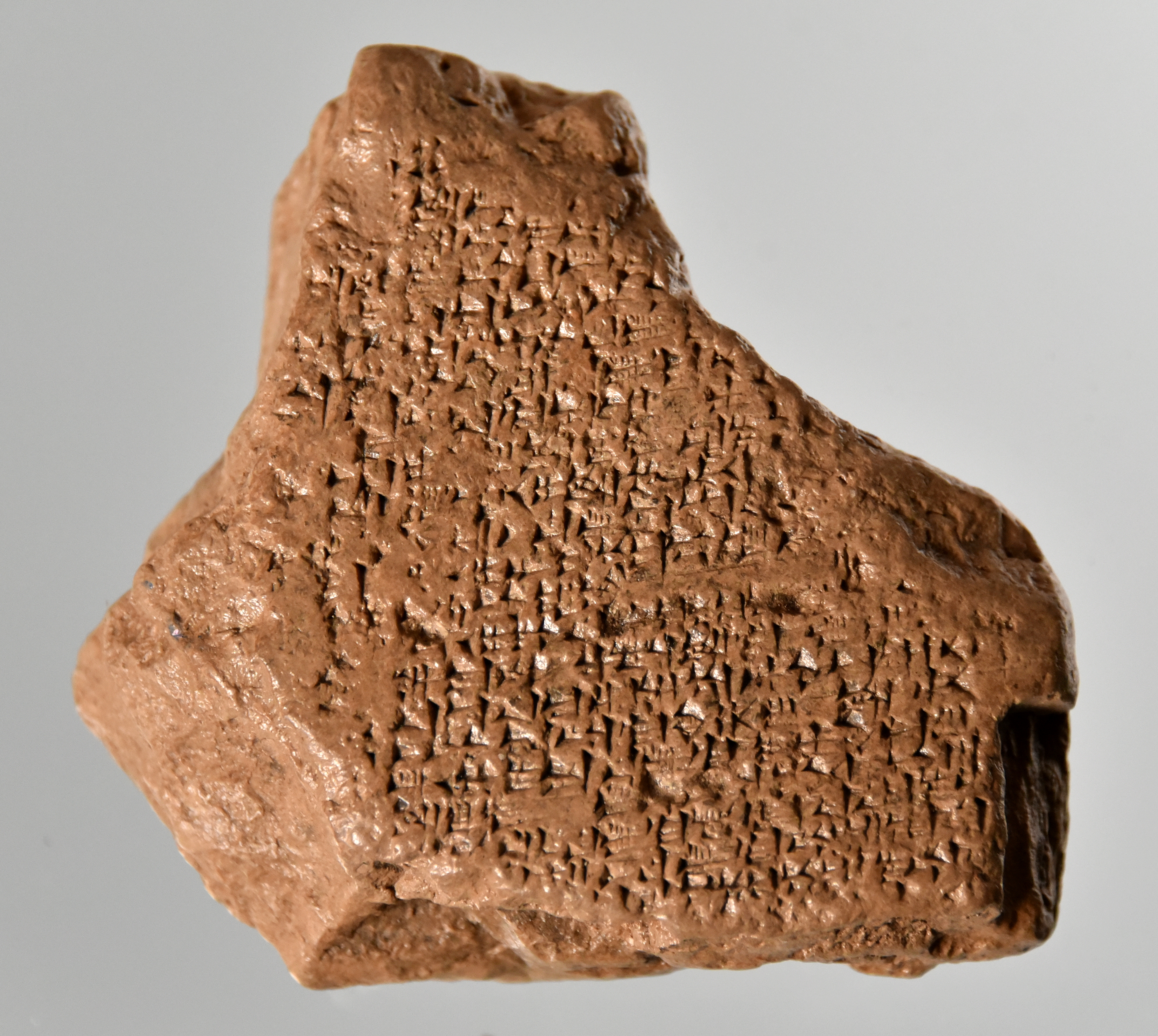
تکه‌ای از لوح II حماسه گیلگمش، موزه سلیمانیه، عراق

روسپی، انکیدو را به چادر شبان می‌برد، وی در آنجا شیوه انسان بودن را می‌آموزد و نگهبانی برای شبان می‌شود. غریبه‌ای که از آنجا می‌گذرد دربارهٔ گیلگمش در اوروک می‌گوید و اینکه چگونه او در مراسم عروسی، حق شب اول را به اجرا می‌گذارد. انکیدو از این رسم شگفت‌زده می‌شود، به اوروک پا می‌گذارد و مانع از این اتفاقات می‌شود. گیلگمش و انکیدو می‌جنگند تا آنکه انکیدو برتری گیلگمش را می‌پذیرد و آنها دوستانی راسخ می‌شوند. گیلگمش پیشنهاد می‌دهد برای دستیابی به شهرت و شکوه به جنگل سدر سفر کنند و هشدار انکیدو دربارهٔ خطر این کار را نادیده می‌گیرد. آنها خود را به جنگ‌افزار مجهز می‌کنند. گیلگمش برنامه خود را به اجتماع اوروک خبر می‌دهد. بزرگان شهر تلاش می‌کنند تا وی را بازدارند.

### لوح III. آماده‌سازی برای سفر به جنگل سدر
بزرگان به گیلگمش و انکیدو برای سفر پند و اندرز می‌دهند. دو قهرمان به دیدار ایزدبانو نینسون می‌روند که یاری خدای خورشید، شَمَش، و کمک زن وی، آیا، را می‌طلبد. نینسون انکیدوی یتیم را به فرزندی می‌پذیرد. گیلگمش دستوراتی برای اداره اوروک در نبودش می‌دهد. قهرمانان به راه می‌افتند.

### لوح IV. سفر به جنگل سدر

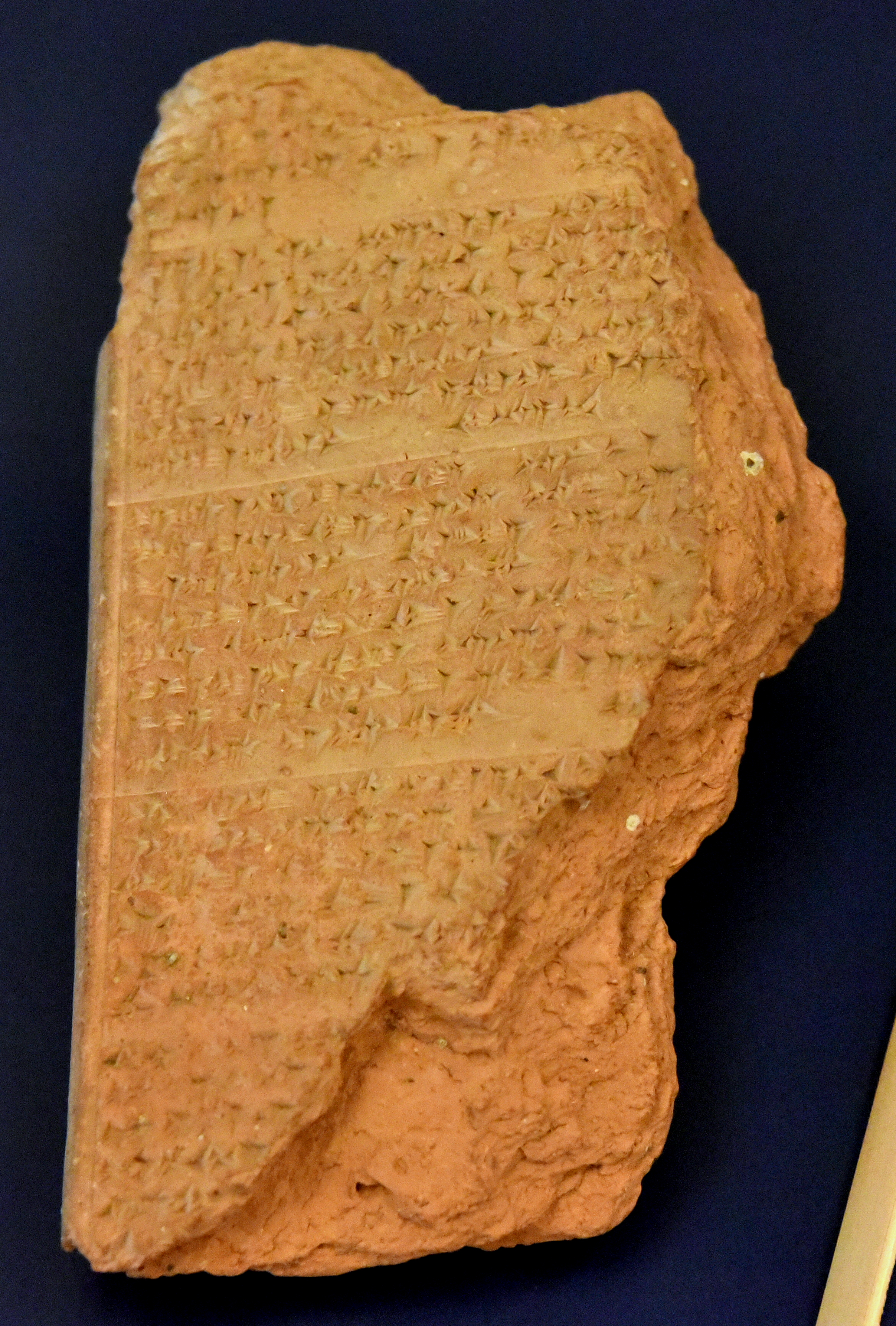
رویای دوم گیلگمش در سفر به جنگل سدر. حماسه گیلگمش، لوحی از هاتوسا، ترکیه. قرن سیزدهم پیشا دوران مشترک موزه نو برلین، آلمان

هر سه روز یکبار در مسیر سفر، گیلگمش و انکیدو بر دامنه تپه‌ای اردو می‌زنند و آیینی اجرا می‌کنند تا رؤیایی برانگیزند. هر بار گیلگمش با کابوسی بیدار می‌شود اما انکیدو به وی اطمینان خاطر می‌دهد که رویایش در حقیقت خیر است. پس از دست‌کم پنج رؤیا، قهرمانان به جنگل سدر نزدیک می‌شوند. شمش پیشنهاد حمله‌ای بی‌درنگ می‌دهد تا هومبابای غول را غافلگیر کنند که پوشانده در هفت هاله‌اش از جنگل سدر نگاهبانی می‌کند. در حالی که قهرمانان با نگرانی تلاش می‌کنند از ترس یکدیگر بکاهند، به جنگل می‌رسند.

### لوح V. نبرد با هومبابا

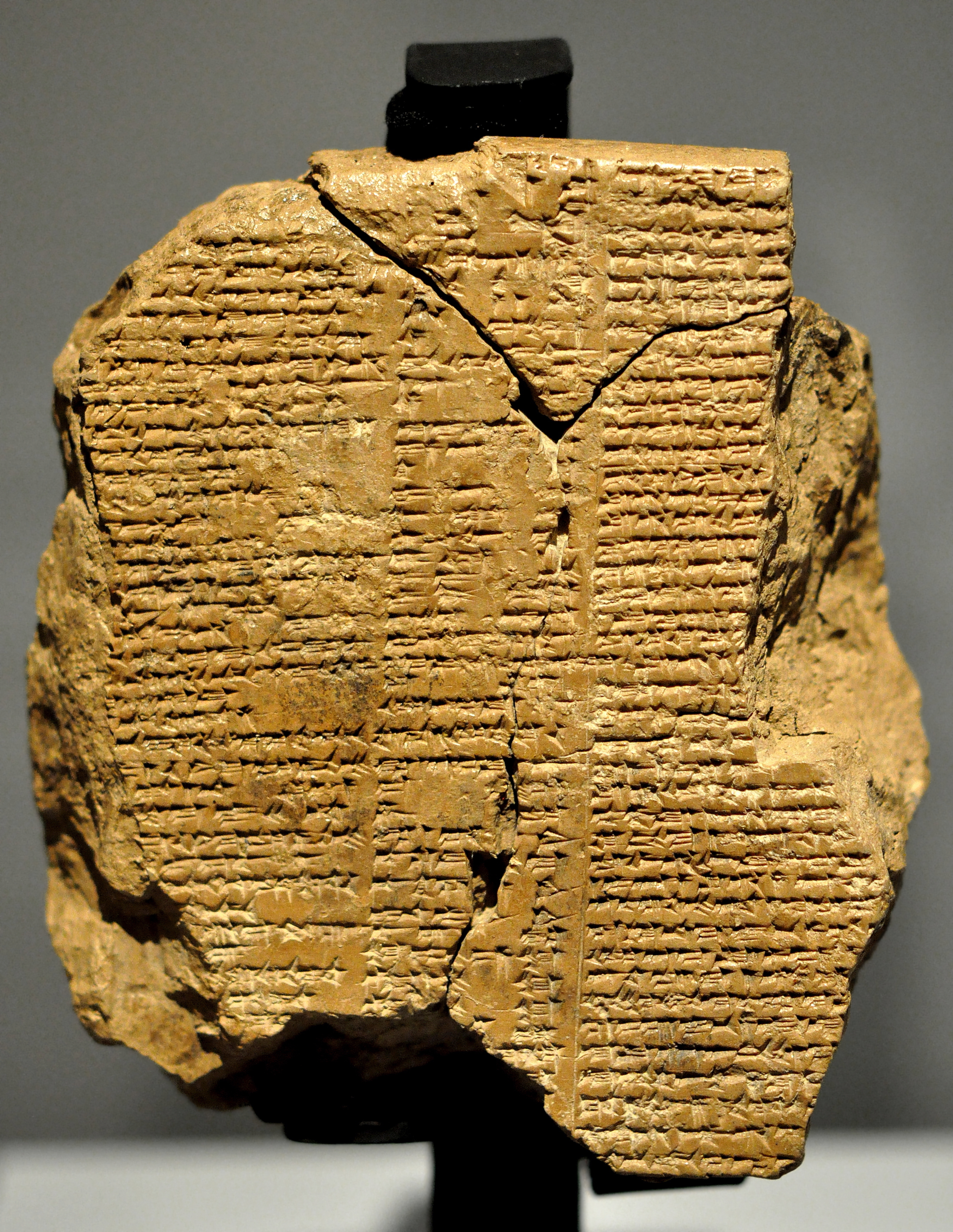
لوح V حماسه گیلگمش

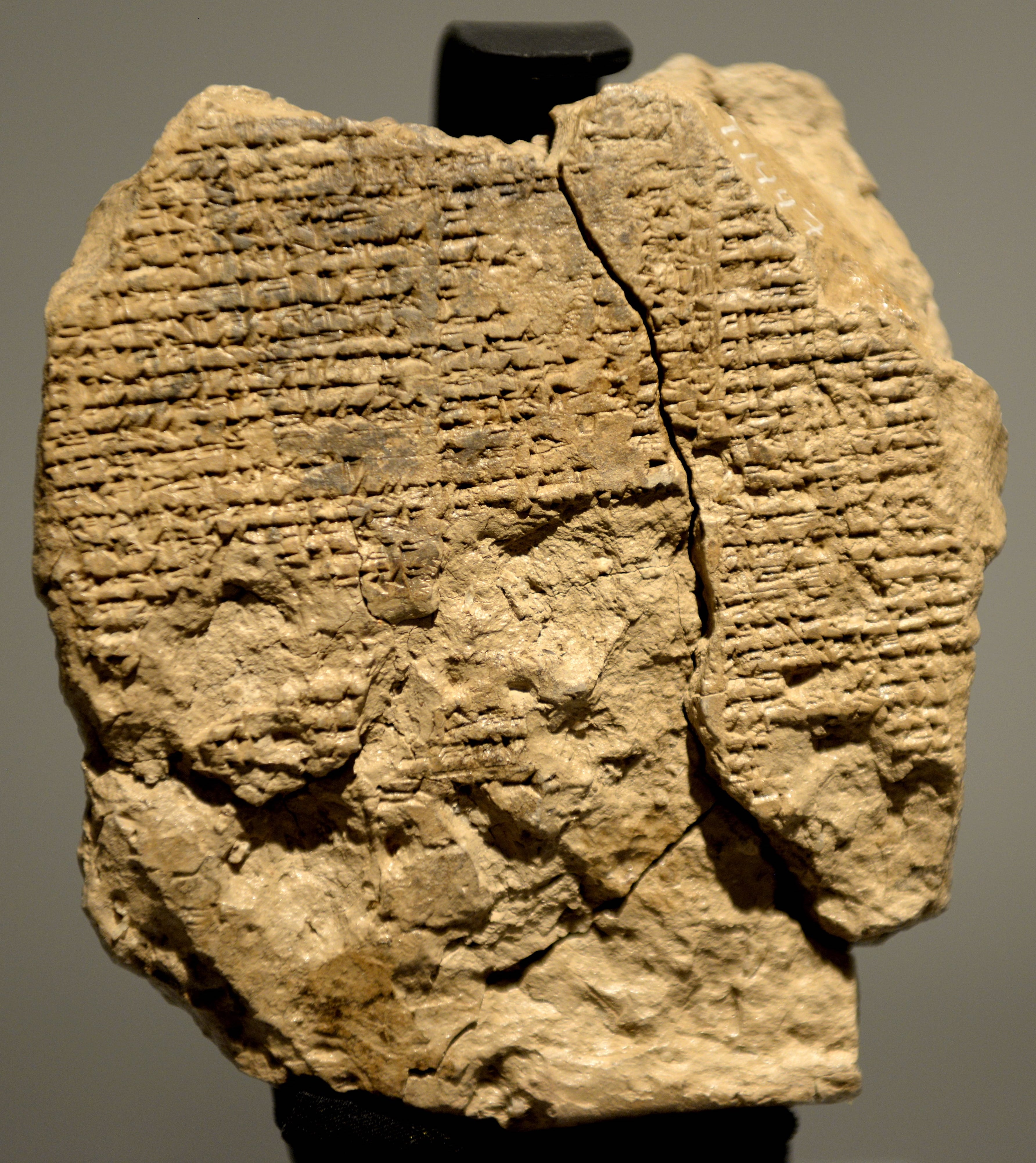
لوح V حماسه گیلگمش که به تازگی پیدا شده‌است. به دوره بابلی باستان برمی‌گردد، ۲۰۰۳ تا ۱۵۹۵ پیشا دوران مشترک، موزه سلیمانیه، عراق

پس از ستایش کوه انبوه از درخت سدر، قهرمانان سلاح برمی‌کشند و آهسته‌آهسته به جنگل پیش می‌روند. هومبابا بر سر راهشان قرار می‌گیرد و انکیدو را به خیانت متهم می‌کند. انکیدو بر اقدام فوری پافشاری می‌کند. گیلگمش و هومبابا می‌جنگند و شمش سیزده باد را برای کور کردن هومبابا می‌فرستد تا دست‌پرورده‌اش به پیروزی دست یابد. هومبابا برای جانش التماس می‌کند. دوباره انکیدو بر شتاب پافشاری می‌کند، به گیلگمش می‌گوید پیش از آنکه خدایان خبردار شوند، هومبابا را بکشد. هومبابا قهرمانان را نفرین می‌کند، آن دو فوراً او را به قتل می‌رسانند و به قطع کردن درخت سدر در بیشه‌های مقدس مشغول می‌شوند. انکیدو یک درخت باشکوه را برای ساختن در بزرگی که معبد انلیل را بیاراید، نذر می‌کند. 

### لوح VI. ایشتار و نرگاو آسمان
پس از بازگشت به اوروک، زیبایی گیلگمش تمایل جنسی را در ایزدبانو ایشتار برمی‌انگیزاند و او به گیلگمش پیشنهاد ازدواج می‌دهد. گیلگمش او را تحقیر می‌کند، همه دلباخته‌گان را به یاد ایشتار می‌آورد که به چه سرنوشتی دچارشان کرده‌است. ایشتار خشمگین می‌شود و به آسمان می‌شتابد. آنو، پدرش، را وادار می‌کند تا نرگاو آسمانِ آتشین (صورت فلکی گاو) را به وی دهد تا بتواند گیلگمش را به مرگ کیفر دهد. نرگاو آسمان در اوروک ویرانی به بار می‌آورد اما گیلگمش و انکیدو نقطه ضعف آن را می‌یابند و می‌کشندش. آنها به ایشتار توهین بیشتری می‌کنند و پیروزمندانه به کاخ برمی‌گردند تا موفقیت خود را جشن بگیرند.

### لوح VII. مرگ انکیدو
انکیدو در رؤیایی شورای خدایان را می‌بیند که در آن حکم به زوال وی می‌دهند. در هذیانی عذاب‌آور، در بزرگ ساخته‌شده از سرو را تصور می‌کند که برای معبد انلیل ساخت، نفرینش می‌کند که نتوانست پشتیبانی خدا را برایش به دست آورد. سپس افکارش را معطوف به صیاد و روسپی می‌کند که وسیله‌ای شدند تا او با تمدن آشنا شود، همان‌ها که وی بدبختی خود را از آنان می‌داند. شمش او را به نرم شدن می‌خواند، انکیدو برای روسپی دعای خیر می‌کند. رؤیای دومی می‌بیند؛ در آن، فرشته مرگ وی را به جهان زیرین می‌کشاند؛ جلوه‌ای از دوزخ می‌بیند. پس از توصیف رؤیا برای گیلگمش، بیمار می‌شود. بی‌رمق در بستر مرگش، به گیلگمش از ننگ سرنوشت خود شکایت می‌برد، که چرا در میدان نبرد نمرد. می‌میرد.

### لوح VIII. خاکسپاری انکیدو
گیلگمش سوگواری بزرگی برای انکیدو برگزار می‌کند. صنعتگرانش را فرامی‌خواند و پیکره‌ای از دوستش می‌سازد، اسباب گور را از خزانه‌اش فراهم می‌کند تا انکیدو به جهان زیرین بَرَد و رضایتمندی خدایان ساکن در آنجا را به دست آورد. در شب عزا، ضیافتی بزرگ برپا می‌شود، سپس گنج‌ها گشوده و به خدایانِ جهان زیرین تقدیم می‌شوند و آیین‌وار برای عموم به نمایش گذاشته می‌شوند.

### لوح IX. سفرهای گیلگمش
در سوگ انکیدو که مرگش فناپذیری خود را به یاد گیلگمش آورده، وی اوروک را ترک می‌گوید و در آرزوی راز اوتنپیشتیِ جاودان، آواره زمین می‌شود. به سوی آخر جهان رهسپار می‌شود و به کوه‌هایی می‌رسد که خورشید در آنجا غروب و طلوع می‌کند. از عقرب-مردی که نگاهبان گذرِ زیر کوه‌هاست، یاری می‌خواهد. ناتوان از واداشتن گیلگمش به درک خطری که در پیش دارد، عقرب-مرد اجازه عبور می‌دهد. گیلگمش در مسابقه با زمان از «کوره‌راه خورشید» گذر می‌کند، پیش از آنکه خورشید بتواند به او برسد. بهنگام به پایان راه می‌رسد و خود را در باغ جواهرات می‌یابد.

### لوح X. در کناره جهان
در آن‌سوی باغ، بر کناره ساحل دریا، ایزدبانوی پیر خردمندی زندگی می‌کند. در دوردست، شخص ترسناکی را مشاهده می‌کند، گمان می‌کند شکارچی است، در میخانه‌اش را می‌بندد. گیلگمش صدای وی را می‌شنود و تهدید می‌کند به زور وارد خواهد شد. وی می‌پرسد که او کیست. او به وی می‌گوید که چگونه دوستش مرده‌است و اکنون خود از مرگ هراسان است، از وی یاری می‌خواهد برای گذر از دریا و رسیدن به اوتَنَپیشتی. وی به او هشدار می‌دهد که جستجویش بیهوده است و از خطرهای «آب‌های مرگ» می‌گوید اما به تفصیل توضیح می‌دهد در کجا قایقران اوتنپیشتی، اور-شانابی، را بیابد، همراه با خدمه‌اش، «افراد سنگی». گیلگمش به قایقران و همراهان غریبش هجوم می‌برد. زمانی که درگیری به پایان می‌رسد، او دربارهٔ جستجوی خود به اور-شانابی می‌گوید و برای پیدا کردن اوتنپیشتی کمک می‌خواهد. اور-شانابی آشکار می‌کند که گیلگمش با از میان بردن افراد سنگی، مانع از حرکت خود شده اما به گیلگمش یاد می‌دهد چگونه برای کرجی تیرک‌هایی به درازای بسیار زیاد بسازد تا برای پیش‌رانش جایگزینی باشند. آنها همراه با تیرک‌ها سوار بر قایق می‌شوند. هنگامی که همه تیرک‌ها تمام می‌شود، گیلگمش از پیراهن قایقران بادبان می‌سازد و از «آب‌های مرگ» گذر می‌کنند. پس از به ساحل رسیدن، گیلگمش داستان خود را برای اوتنپیشتی بازمی‌گوید. اوتنپیشتی وظایف شاهان را به او یادآوری می‌کند و از اجتناب‌ناپذیر بودن مرگ و زودگذر بودن زندگی سخن می‌راند.

### لوح XI. جاودانگی رد می‌شود

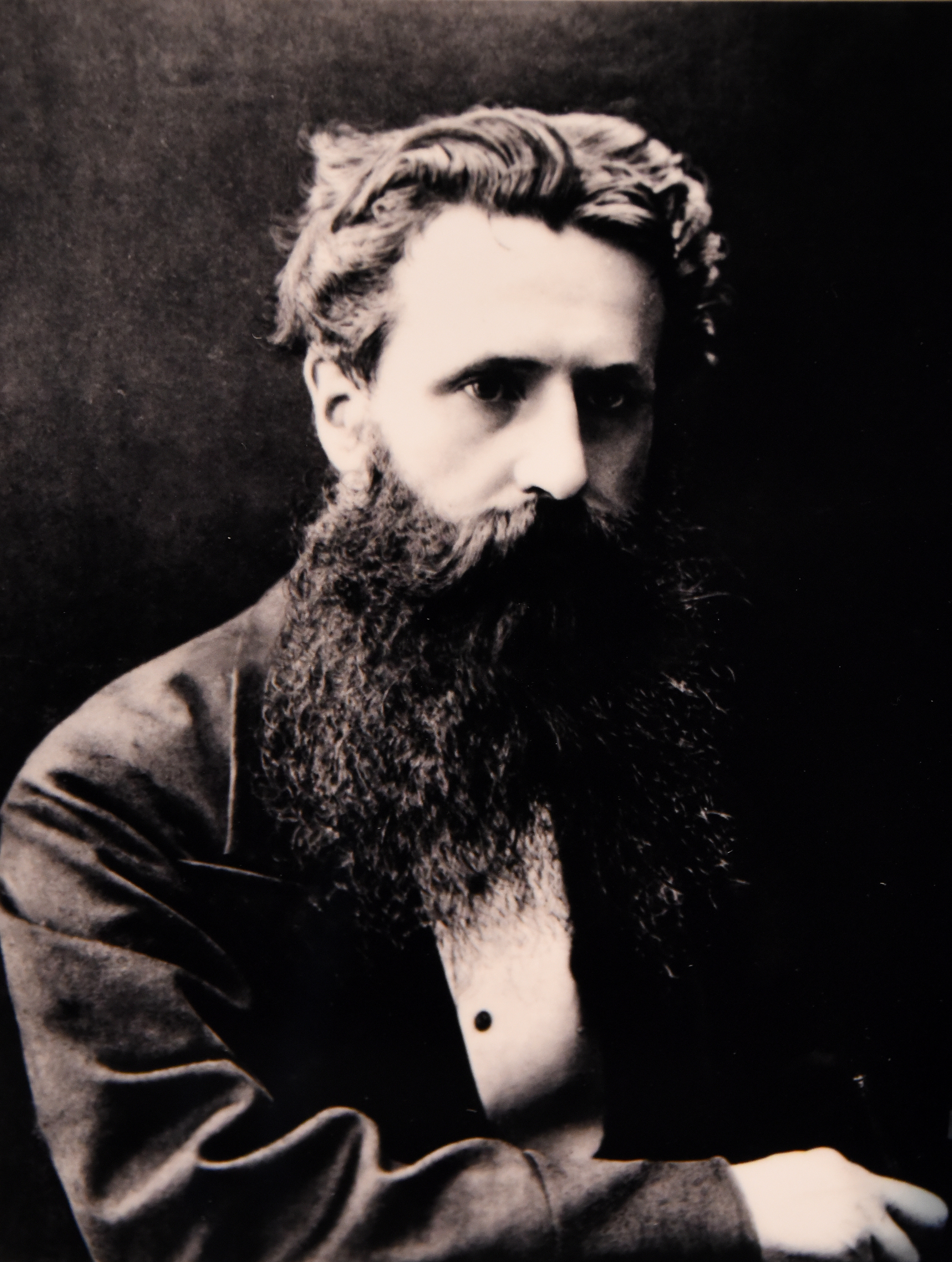
جورج اسمیت «داستان طوفان بابلی» در لوح XI را حرف‌نویسی کرد و خواند.

گیلگمش از اوتنپیشتی می‌پرسد چگونه به زندگی ابدی دست یافته و از اوتنپیشتی پاسخ می‌شنود چگونه از «طوفان» جان سالم به در برد و در نتیجه خدایان به او جاودانگی بخشیدند. اوتنپیشتی به گیلگمش پیشنهاد می‌دهد به مدت یک هفته نخوابد. گیلگمش در این آزمون رد می‌شود و با ناامیدی درمی‌یابد اگر از شکست دادن «خواب» ناتوان است پس هیچ امیدی به غلبه بر «مرگ» ندارد. اوتنپیشتی به قایقرانش دستور می‌دهد گیلگمش را برای شستشو ببرد و لباس‌هایی که بیشتر در خور پادشاه است به او بپوشاند و همراهش به اوروک برگردد. زن اوتنپیشتی به او توصیه می‌کند به قهرمان در حال عزیمت هدیه‌ای مرسوم برای سفرش دهد. اوتنپیشتی به گیلگمش نشان مرجانی گیاه‌گونه را در اعماق دریا می‌دهد که او را بازجوان خواهد کرد. گیلگمش به بستر دریا می‌رود و آن را پیدا می‌کند. او و اور-شانابی رهسپار اوروک می‌شوند. به آبگیری دلپذیر می‌رسند، گیلگمش در آن آبتنی می‌کند و ماری از غفلت او استفاده کرده و «گیاه» گرانبها را می‌رباید. گیلگمش با آگاهی از اینکه هرگز دقیقاً همان مکانی را که در آن غواصی کرده باز نخواهد یافت، در پایان درمی‌یابد تمام کارهایش بیهوده بوده‌است. آرزوهایش ناامید گشته: اصلاً بهتر بود اوتنپیشتی را هرگز ندیده بود. او و اور-شانابی به اوروک می‌رسند، جایی که، با واژگانی که بازتاب سرآغاز است، گیلگمش به قایقران دیوارها را نشان می‌دهد که یادگار ماندگار او خواهند بود.
از مساحت شهر می‌گوید و از مساحت درختان خرما؛ از مساحت کوره و از مساحت معبد ایشتار؛ از کل مساحت اوروک.

اور-شانابی، بر بالای دیوار اوروک شو و به پس و پیش رو!

 پِی‌ریزی‌هایش را برانداز کن، آجرکاری‌اش را ببین!

آجرهایش در کوره پخته نشدند؟

 «هفت فرزانه» پی‌ریزی‌هایش را بنیاد نریختند؟
[یک میل مربع است] شهر، [یک میل مربع] بیشه خرما، یک میل مربع است گودال خاک رس، نیم میل مربع معبد ایشتار:

 [سه میل مربع] و نیم است گستره اوروک.

### لوح XII
نسخه معیار حماسه در سنت بابلی به بخش‌هایی تقسیم می‌شد. تعریف بخش این است که شامل متنی است که معمولاً بر یک لوح مجزا قرار می‌گرفت، و بنا بر رسم بابلی به بخش‌ها، «الواح» گفته می‌شود. حماسه در یازده بخش نوشته می‌شده‌است، الواح I تا XI. در اواخر هزاره دوم پیشا دوران مشترک، سازمان‌دهی ادبیات بابلی به آن شکل بود که اکثر حماسه در توالی استاندارد لوح‌ها قرار گیرد، این توالی به نام «سری» شناخته می‌شد. «سری گیلگمش» در واقع شامل دوازده لوح است، نه فقط یازده لوح حماسه. لوح XII، آخرین لوح، ترجمه سطر به سطری از نیمه دوم یکی از شعرهای سومری گیلگمش است. این بخش از ترجمه تا هزاره اول پیشا دوران مشترک باقی ماند در حالی که خود متن سومری (مانند سایر شعرهای سومری گیلگمش) باقی نماند. گرچه عده‌ای تلاش کرده‌اند جایگاهی واقعی برای لوح XII در حماسه بیابند اما اکثریت پژوهشگران متفق‌القول خواهند بود که به متن حماسه تعلق ندارد و به آن پیوسته‌است چون به سادگی موضوع آن مرتبط است. در تمدن بابل، اصل کنار هم آوردن موضوعات مرتبط یکی از ملاک‌ها برای قرار دادن متن‌ها در سری همسان بود.
این لوح به روشنی با یازده لوح قبلی ناسازگار است: در ابتدای لوح XII انکیدو زنده است در صورتی که در لوح VII مرگ وی روی داده بود. سبک آن نیز متفاوت از سایر لوح‌ها است. علاوه بر آن، در چرخهٔ کامل حماسه (برآورد اوروک در لوح I و همان برآورد در پایان لوح XI) نقصان ایجاد می‌کند. با همه اینها، به هر روی به حماسه پیوند زده شده است و احتمالا منطقی پشت آن باشد. به نظر کوواکس، لوح XII گیلگمشِ حماسه را به گیلگمش در دین بین‌النهرین پیوند می‌زند که در آن، پادشاه جهان زیرین بوده است.
لوح XII بخشی از حماسه نیست و تنها ترجمه‌ای به زبان اکدی از بخش پایانی شعر سومری «بیلگمس و جهان زیرین» است. به حماسه ملحق شده‌است چون محتوایش مربوط است: شرایط جهان زیرین را توصیف می‌کند که گیلگمش پس از مرگ در آن بر ارواح مردگان ریاست می‌کند.

#### خلاصه
توپ و چوگان گیلگمش به جهان زیرین افتاده و انکیدو داوطلب می‌شود آنان را برای او بازآورد. گیلگمش مجموعه راهنمایی‌های به او می‌کند تا در آن مکان به دام نیفتد. انکیدو به جهان زیرین می‌رود ولی هیچ توجهی به دستورها گیلگمش نمی‌کند و همه را زیر پا می‌گذارد.

## تفسیر حماسه
تشخیص ویلیام ال. موران این است که حماسهٔ گیلگمش را اسطوره ندانیم. توافق کمی بر سر آنکه اسطوره چه هست و چه نیست، وجود دارد و متن‌های اساطیری بین‌النهرین باستان، گوناگونی بسیاری دارند. بعضی از آنان، به خصوص قدیمی‌ترها، تنها یک اسطوره هستند. دیگری‌ها دو یا چند اسطوره را کنار هم دارند. این قطعه‌ها دو ویژگی عمده دارند: از یک سو بر کردار یک خدا یا خدایان متمرکز هستند و از سوی دیگر در پی توضیح اصل و منشأ جنبه‌ای از جهان طبیعی یا اجتماعی هستند.
گرچه بیشتر شخصیت‌ها در حماسه گیلگمش خدایان هستند اما در کنار قهرمان ناچیز به‌شمار می‌روند. حتی تشبیه‌های ناپسند می‌شوند: در لوح XI شاعر آنها را با سگ‌ها و مگس‌ها مقایسه می‌کند، گویی حاکمان عالم، لاشخورانی انگلی هستند. در کل، کارکرد اصلی شعر توضیح منشأ چیزی نیست. بیشتر به دنبال بررسی شرایط بشری است، به همان گونه‌ای که هست. از این دیدگاه، حماسه اسطوره نیست. در بر دارنده اساطیر است: اسطوره ماری که در لوح XI پوست می‌اندازد (خالص‌ترین اسطوره)، داستان «طوفان» (مشهورترین) و اشاره‌های زیادی به اساطیر روز وجود دارند، به خصوص در مواجهه گیلگمش و ایشتار در لوح VI. اما حماسه بی‌شک، مجموع بخش‌های اساطیری‌اش نیست.
عبارت موران «سند انسان‌گرایی باستانی» در اینجا نیز کمک کننده است. در مقایسه با شعر «رؤیای گرونتیوس»، هر دو شعر با ترس از مرگ رو به رو هستند. اضطراب گرونتیوس منجر به پناه بردن او به خدایش می‌شود (توسل شایسته زاهد مصیبت‌زده). شعرهای بابلی بسیاری وجود دارند که بیمارِ مبتلا، مریض و در آستانه مرگ، در طلب رحمت و بخشش یکی از خدایان اسرارآمیز است و در جستجوی آشتی است. گیلگمش اما با وجود ترس و بیچارگی، کمک خدایانش را رد می‌کند (به خصوص نصیحت شمش) و در نهایت برای آرامش به دستاوردهای خود پناه می‌برد. زیرا این گیلگمش است که در سنت بابلی دیوارهای شهرش را دوباره می‌سازد و آوازه این یادگار ماندگار است که سبب آسایش اوست.
شاعر در توصیف مسیر قهرمان، بر جوانی و پیری، بر پیروزی و ناامیدی، بر انسان‌ها و خدایان، بر زندگی و مرگ تمرکز می‌کند. تنها کارهای شکوهمند در نظرش نیست و بر رنج‌ها و بدبختی‌های قهرمانش که در جستجوی ناامیدانه خود، گرفتارشان شده، نگاه می‌اندازد. در سرآغاز می‌گوید:
به صدای بلند بخوان

رنجهای گیلگمش، هر آنچه بر او رفت.

### ادبیات حکمت
در واقع رسماً نشانه وجود دارد که حماسه اثری است که شخص باید از آن یاد بگیرد. در سرآغاز، شاعر از خواننده می‌خواهد که باور داشته باشد شعر او توسط خود گیلگمش بر سنگ نگاشته شده‌است تا همگان بخوانند. به عبارتی دیگر، باید تصور کنیم که حماسه زندگینامه خودنوشت قهرمان بزرگ است که سوم شخص نوشته شده‌است. اینها واژگان «شاه گیلگمش» برای بهره بردن نسل‌های آینده است. بر این اساس حماسه با ژانر ادبی تثبیت شده، «اندرز سلطنتی»، تا حدی ارتباط پیدا می‌کند. مجموعه‌های بسیاری در خاور نزدیک باستان از این دست هستند: «امثال سلیمان»، «کتاب جامعه»، «تعالیم آمن-اِم-اوپِت» و «تعالیم شوروپاک». علاوه بر این، حماسه با گروه کوچکی از متن‌های بابلی به نام «حسبِ‌حال سلطنتی تخیلی» (مانند «افسانه کاتی نارام-سین») قابل مقایسه است.

### پس‌زمینه اساطیری-دینی
در حماسه، اوتنپیشتی در نقش انسان خردمند جوهری ظاهر می‌شود که اسرار عالم (معنای زندگانی) را می‌داند. هدف جستجوی طولانی و طاقت‌فرسای گیلگمش، رسیدن به او و دریافت دانش باستانی و منحصربفرد او است. مشاورت و داستان اوتنپیشتی نقطه اوج حماسه را شکل می‌دهد و در اینجاست، لوح‌های X و XI، که باید منتظر پیام شاعر به روشن‌ترین حالتش باشیم. جدا از وظیفه شاهان در آذوقه‌رسانی معابد، فرزانه پیر چه می‌گوید؟
پایان حماسه آترام-هاسیس پس‌زمینهٔ خاتمه گفتار اوتنپیشتی دربارهٔ زندگی و مرگ در حماسهٔ گیلگمش است. در واقع، فحوای کلام این تغییر سرنوشت‌ساز با متن تازه به دست آمده «مرگ بیلگمس» تأیید می‌شود. انکی در گفتگو با شریک‌های خود، آنو و انلیل چنین می‌گوید:
پس از آنکه جمع «طوفان» را فرو فرستاد،

زیوسودرا، یک فرد از بشریت، نجات یافت!

از آن زمان سوگند خوردیم که بشریت زندگی جاودان را نشاید.
اوتنپیشتی برای تأکید بر پیام خود مبنی بر بیهودگی جستجوی گیلگمش، از وی می‌خواهد بر خواب (برادر جوانتر مرگ) غلبه کند؛ می‌داند که شکست خواهد خورد. پس از آن، فکر «گیاه بازجوانی» را در سر گیلگمش می‌اندازد و می‌داند که خودش از دست خواهد داد. فقط مار است که سود خواهد برد. گیلگمش غصه می‌خورد که اگر اصلاً به دنبال اوتنپیشتی سفر نکرده بود، اوضاع بهتری داشت. حاصل او از سفر، تنها درک این حقیقت بی‌رحمانه بود که «فانی است». به توانایی‌های خود آگاه می‌شود، به سرنوشت خود قانع می‌گردد و خردمند می‌شود. داستان «بزرگ شدن» گیلگمش، در واقع داستان خردمند شدن قهرمان است؛ خردمند به این معنا که جایگاه خود را در چینش الهی درمی‌یابد. از همان سطرهای نخست، شاعر این موضوع را روشن می‌کند که باید انتظار چنین پایانی را داشته باشیم.

### تحلیل اجتماعی-تاریخی
تغییر گیلگمش پس از گناهان بسیار است. در ابتدا همه کارها را به اشتباه انجام می‌دهد. پادشاه است اما مانند یک پادشاه رفتار نمی‌کند. در ایدئولوژی تمدن بابل، همانگونه که در سراسر خاور نزدیک باستان، پادشاه باید شبانی برای گوسفندانش باشد؛ راهنمایشان باشد، آنها را محافظت کند و با عدالت و انصاف بر آنها حکمرانی کند. گیلگمش کاملاً برعکس این موضوع حاکمی ستمگر است و مردمانش از دست او شاکی هستند. تضاد ایده‌آل و واقعیت در این عبارت‌ها روشن است:
گرچه او شبانی برای اوروک-آغل است،

گیلگمش، [راهبر] [مردمان] بسیار.

... او شبان آنان و [نگاهبان]شان است،

قدرتمند، سرآمد، خبره [و توانا]
شاعر توضیحی برای ستم گیلگمش نمی‌دهد زیرا لزومی جز این وجود ندارد که بدانیم او ستمگر است. چیزی که مسلم است این است که وظایف فرزندی و زناشویی مختل شده‌اند. دختران برای کمک به مادرانشان زمان ندارند و پسران برای پدرانشان؛ زنان نیز نمی‌توانند به نیازهای شوهرانشان رسیدگی کنند. برخی از مفسران گفته‌اند که سوءاستفادهٔ گیلگمش، جنسی است. بی‌شک درست است که در نسخهٔ بابلی باستان حماسه مخاطبان در تمدن بابل، همچون انکیدو، با وحشت به «حق شب اول» واکنش نشان می‌دهند؛ میهمان عروسی گزارش می‌دهد در اوروک که گیلگمش بر آن حاکم است، این رسمِ رایجی است:
گیلگمش با همسرِ آینده خواهد خوابید،

او پیش از همه، داماد پس از آن.
اینگونه اتفاق‌ها در بابلِ دورهٔ تاریخی روی نمی‌داده‌است. با این حال در متن آمده‌است که این رویداد فرمان الهی است و بنابراین نمی‌توانسته سوءاستفاده باشد:
با رضایت الهی مقرر شد؛

زمانی که بند نافش را بریدند، برایش او مقدر شد.
دیگران چنین حدس زده‌اند که ستمگری گیلگمش از آن جهت است که او سازندهٔ دیوارهایِ اوروک بوده است. در بین‌النهرین باستان، پروژه‌هایی چون ساختن راه‌آب‌ها، ساختمان‌ها و دیوارهای شهر از طریق کار عمومی انجام می‌گرفته‌است. نیروی کاری را شهروندان فرا خوانده‌شده، تشکیل می‌دادند. اشاره‌ها در جاهای دیگر به باندهای کارگری، از جمله در شعر آترام-هاسیس متوجه می‌شویم که سازمانِ چنین کارهایی تا مرز سبعیت بوده‌است.
پیشنهاد سومی نیز هست که با نگاهی به شعر سومری بیلگمس و جهان زیرین معتقد است مردان جوان اوروک باید در اشتهای سیری‌ناپذیر گیلگمش برای کارهای فیزیکی سهیم می‌شدند و زنان اوروک باید به مردانِ از پا افتادهٔ خود رسیدگی می‌کردند. به عقیدهٔ اندرو جرج این پیشنهاد نزدیکتر به واقعیت باشد. در حماسهٔ بابلی آمده است «همتایی ندارد زمانی که سلاحش به اهتزاز در می‌آید». بازی‌ها، اگر بشود چنین چیزی به آنان گفت، در سنت اکدی بیشتر از آنچه در سومری رایج بود، نظامی شده بودند. به هر روی در تضاد با سیمای باشکوهِ پادشاهی، رفتار گیلگمش، در ابتدای حماسه، بسیار دور از پادشاهی ایده‌آل است.

### چرخش در حماسه
از راه رسیدن انکیدو سبب آسودگی مردم اوروک می‌شود اما سبب خردمندی گیلگمش نمی‌گردد. گیلگمش پر از نیروی جوانی، مشاورت فرزانه را ندیده می‌گیرد و به جنگل سدر سفر می‌کند. در آنجا او و انکیدو، هومبابا را از پای درمی‌آورند در حالی که کاملاً آگاه هستند انلیل، قوی‌ترین نیروی روی زمین، نگاهبانی از جنگل را به او سپرده‌است. در آنجا نیز گیلگمش خدایان را ندیده می‌گیرد. در بخش بعدی حماسه نیز همین اتفاق تکرار می‌گردد و گیلگمش اینبار به ایشتار توهین بسیار می‌کند و سپس با نرگاو آسمان که وی برای انتقام فرستاده‌است، مبارزه ‌می‌کند و آن را می‌کشد. خدایان مصمم به اقدام می‌شوند؛ دستورهای آنها بارها به زیر پا گذاشته شده‌است. تیر بلا نصیب انکیدو می‌شود تا جوان و بی‌خانواده بمیرد و نفرین هومبابا در آستانهٔ مرگ تحقق یابد.

### انسان خردمند در سنت بابلی
در پای مرد پیر و در قلمرو افسون‌شده وی است که گیلگمش آغاز به خردمند شدن می‌کند (این بخش یادآور سخنان شیدوری در نسخهٔ بابلی باستان و نصایح کتاب جامعه است). در حماسهٔ گیلگمش، خردمندی روشنی که گیلگمش به آن دست یافته، دانشِ به خود و داستان «طوفان» است. در سنت بابلی او به خردمندیِ از نوع دیگری نیز دست می‌یابد. در سرآغاز حماسه او قهرمانی توصیف می‌شود که:
آنکه با نیروی مطلق به اوتنپیشتی دور افتاده رسید؛ 

آنکه مرکزهای آیین را دوباره بر پا کرد که «طوفان بزرگ» نابود کرده بود، 

و مناسک گیتی را برای مردم به جای آورد.
در اینجا نیز اساطیری دربارهٔ تاریخ بشریت پس از طوفان وجود دارند که باید توضیح داده شوند. در سنت تاریخی باستان، آنگونه که در فهرست‌های پادشاه آمده‌است، پس از «طوفان»، خدایان بایست پادشاهی را دوباره بر پا کنند: «پس از آنکه طوفان همه جا را فرا گرفت، سپس، پادشاهی از آسمان فرو آمد، پادشاهی در شهر کیش بود.» پس از سلسلهٔ کیش، دودمان اوروک آمدند که گیلگمش (یا بیلگمس) پنجمین پادشاه در میان آنها است. اشاره به این موضوع است، پس از آنکه پادشاهان به سلطنت دوباره رسیدند، تمدن پیش از طوفان دوباره زنده شده بود؛ به این معنا که نظم مقرر شدهٔ خدایان دوباره سامان گرفت. این نکتهٔ مهمی است زیرا باور سنتی بر این بود که خدایان آنچه را برای شکوفایی بشر به آن نیاز بوده‌است (شهرها، کشاورزی، هنرهای تمدن) در سپیده‌دم تاریخ و در دورهٔ پیش از طوفان پدید آورده‌اند. چیز دیگری قرار نیست کشف شود؛ الگوی پیش از طوفان همان است که جامعهٔ بشری باید با آن اداره شود.
بنا بر یک دیدگاه باستانی (کاملترین گزارش در بروص) تمدن توسط کسانی احیا شد که همراه با زیوسودرا (نام سومری اوتنپیشتی) بودند و پس از طوفان بر عرشهٔ کشتی زنده باقی ماندند. به این سنت در داستان «طوفان» در لوح XI گیلگمش و نیز در شعر آترام-هاسیس اشاره می‌شود؛ در آنجا صنعتگران و حیوانات به عرشهٔ کشتی برده می‌شوند و همین موضوع سبب می‌شود تا مهارت‌های افزارمندان و گله‌داران (و عموما پادشاهی حیوانات) حفظ شود. اما به جز این، سنتی نیز در لاگاش (اوایل هزاره دوم پیشا دوران مشترک) وجود داشت و بنا بر آن خدایان پادشاهی را برای مدتی مضایقه داشتند. در این دوره، خدایان به پرستاری بشریت از آنها (از طریق آبیاری و شکافتن زمین) نیازی نداشتند، کشاورزی کنار گذاشته شد:
پس از آنکه طوفان همه جا را فرا گرفت ...

زمانی که خدایان آن و انلیل ...

فرو نیاورده بودند از آسمان (باری دیگر)

پادشاهی، تاج و حتی شهر را،

و برای همه مردمان سرنگون‌شده برقرار نکرده بودند (باری دیگر)

کلنگ، بیل پارویی، سبد-خاک و گاوآهن را،

هر آنچه تضمین می‌کند زندگانی را در سرزمین،  

آنگاه مردی یکصد سال را چون پسری می‌گذراند، آزاد از وظایف، 

یکصد سال دیگر می‌گذراند، پس از بالغ شدن،

(اما هنوز) کاری بر عهده او قرار نداشت.
در این وضعیت (سست و بیکار)، بشریت به گرسنگی افتاد و شکوفا نشد. متن لوح در این بخش افتاده است اما باید در ادامه توصیفی از دوباره برقرار کردن پادشاهی و زندگانی مقرر شده، آمده باشد زیرا وقتی که متن دوباره قابل خواندن می‌شود، خدایان در حال معرفیِ دوبارهٔ کشاورزی به بشریت هستند.
اشارهٔ سرآغاز حماسه به این است که گیلگمش پس از «طوفان» نقشی کلیدی در بر پا کردن نظم پیش از طوفان داشته‌است.، به خصوص در مورد بازگرداندن آیین‌های خدایان به شکوه پیشین. متن تازه پیدا شدهٔ شعر سومری که با عنوان «مرگ بیلگمس» شناخته می‌شود، تأیید کنندهٔ این نتیجه‌گیری است. بیلگمس در بستر مرگ رؤیایی می‌بیند، در آن خدایان دستاوردهای قهرمانانه‌اش را برای او بازگو می‌کنند:
به زیوسودرا رسیدی در اقامتگاهش!

آیین سومر، فراموش شده از روزگار کهن دور ...

[پس از] طوفان، این تو بودی که همهٔ کارکردهای سرزمین را دریافتی.
در اینجا نیز ارتباطی بین سفر گیلگمش برای پیدا کردن بازمانده «طوفان» و بازگرداندن زندگی مذهبی وجود دارد. پس دانشی که وی با خود بازمی‌گرداند بیش از دانش فردی است. شاعر لازم ندیده اشاره بیشتری به آن بکند اما به روشنی گیلگمش عامل دوباره متمدن کردن سرزمین خود بوده‌است. در این راه او ابزار ائا بوده‌است (همانند «هفت فرزانه» (برجسته‌ترین در میان این فرزانه‌ها، آداپا (ماهی-مرد) بود که از دریا سر برآورد. حکومت، جامعه و کار پس از آن به انسان‌ها تحمیل شد.)) و این موضوع را نینسون در لوح III پیش‌بینی کرده‌است (گیلگمش «همراه با ائا در اقیانوس پایین خردمند گشت.»). واژگان آغازین حماسه همین ارتباط را برقرار می‌کنند. «دریا» نشان‌دهنده قلمروی ائا (به خصوص در نقش چشمه خردمندی) است. از این منبع است که گیلگمش حقایقی عمیق را دریافته است که زیربنای جامعه بشری و حکومت هستند.

### نتیجه پایانی

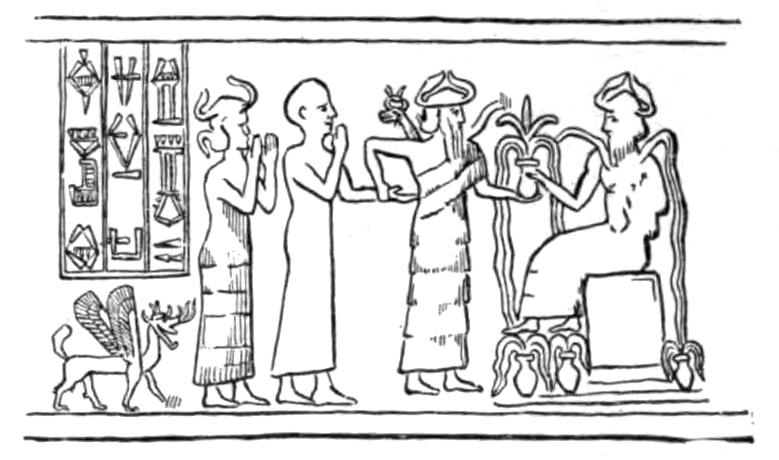
هدایت شدن توسط نینگیشزیدا (شخصیتی که مارها از شانه‌هایش بیرون زده‌اند)، مُهر گودئا

در شعری که فکر قهرمان آن مشغول به پرهیز از مرگ است، دور از انتظار نیست که شاعر علاقه‌مند به جهان زیرین باشد. شرایط آن جهان‌ بخش زیادی از لوح VII را در بر می‌گیرد (انکیدو در بستر مرگ رؤیایی می‌بیند که در آن «فرشته مرگ» او را به جهان زیرین می‌کشاند). خاکسپاری انکیدو که در بخش پایانی لوح VIII توصیف شده، الگوی ایده‌آل به خاک سپردن برگزیدگان بابلی است. لوح الحاقی XII اطلاعات بیشتری دربارهٔ سرنوشت اشباح در اختیار می‌گذارد. در اینجا، ارتباطی بیش از مشترک بودن مضمون وجود دارد. مقصد نهایی گیلگمش برای هر بابلی شناخته شده‌است: پس از مرگ به خدای جهان زیرین تبدیل می‌شود و داور اشباح مردگان می‌گردد. در شعر سومری «مرگ بیلگمس» این جایگاه به خاطر الهی بودن مادرش توسط خدایان به او داده می‌شود:
بیلگمس، در قالب روحش، مرده در جهان زیرین، 

خواهد بود [حاکم جهان زیرین]، رئیس ارواح! 

[او به قضاوت خواهد نشست]، حکم خواهد کرد، 

[هر آنچه گوید به همسان با واژگان] نینگیشزیدا و دموزی خواهد بود.
سرنوشت گیلگمش به عنوانی یکی از خدایان جهان زیرین، موضوعی است که در حماسه دریافت می‌شود. جایگاه او پس از مرگ در پانتئون، بر او آشکار نمی‌گردد، اما مادرش از پیش آگاه است، نینسون در لوح III به شمش می‌گوید:
آیا حکم نخواهد راند با ایرنینا بر سیاه-سرها؟ 

آیا اقامت نخواهد گزید با نینگیشزیدا در «سرزمین بی‌بازگشت؟
وارونه رویداد تمیزی است که حتماً هر بابلی فرهیخته‌ای آن را دریافته است؛ قهرمانی که در زندگی نتوانست خدا باشد، با مرگ توانست.

## متن‌های بابلی

### اوایل هزاره دوم پیشا دوران مشترک (بابلی باستان)
نسخه‌ای از حماسه که در دنیای باستان برتر از همه پادشاهانِ دیگر خوانده می‌شد از الواح و قطعه‌هایی با منشأ گوناگون و در وضعیت‌های مختلف تشکیل شده‌است.

#### لوح پنسیلوانیا: برتر از همه پادشاهان لوح II
لوح پنسیلوانیا، اغلب با عنوان Gilgamesh P شناخته می‌شود، از جنوب تمدن بابل به دست آمده و احتمالاً به اواخر قرن هجدهم پیشا دوران مشترک برمی‌گردد. در سال ۱۹۱۴ خریده شد و اکنون به نام CBS 777I است. لوح II نسخه‌ای از حماسه بابلی باستان است. متن آن تقریباً برابر لوح‌های I و II معیار بابلی است (با این حال تفاوتهایی در زبان و سیر رویدادها وجود دارد) و از آن برای بازسازی لوح II استفاده شد. گیلگمش رویایش را برای مادرش، ایزدبانو نینسون، بازگو می‌کند و او رؤیا را تعبیر می‌کند. انکیدو و روسپی (در اینجا به نام شمکتوم)، عشقبازی می‌کنند و روسپی به انکیدو پیشنهاد می‌دهد دنیای وحش را ترک کند به اوروک بیاید. به جایگاه شبان می‌رسند و انکیدو با نان و آبجو آشنا می‌شود. خود را می‌شوید، پیرایش می‌شود، لباس بر تن می‌کند و نگاهبانی برای شبان می‌شود. از رهگذری دربارهٔ «حق شب اول» گیلگمش در مراسم ازدواج می‌شنود و به قصد اوروک به راه می‌افتد. دقیقاً در زمانی به شهر می‌رسد که (به نظر می‌رسد) مردان جوان در حال انتخاب یکی از میان خود هستند تا پادشاه را به چالش بکشد. گویا این انکیدو است که این نقش را به عهده می‌گیرد چون او مراسم ازدواج را متوقف می‌کند و با گیلگمش کشتی می‌گیرد. این لوح با پذیرش مشروعیت پادشاهی گیلگمش پایان می‌یابد.
نام ایشارا در «لوح پنسیلوانیا» که بنا بر گزارش‌ها در لارسا پیدا شده، ذکر شده است. این اشاره در نسخهٔ پسینِ بابلی معیار نیز دیده می‌شود (لوح II، سطر ۱۰۹). تورکیلد یاکوبسن چنین استدلال کرد که این موضوع تلاش گیلگمش برای ازدواج با او را توصیف می‌کند و آن را بازتابی از رسم ازدواج مقدس دانست. با این حال، این تفسیر توسط اندرو آر. جرج مورد انتقاد قرار گرفته است، او نتیجه می‌گیرد که «تخت ایشارا» که در آن ذکر شده احتمالاً یک اصطلاح ادبی است که به بستری اطلاق می‌شود که در آن نخستین تجربهٔ جنسی انجام شده است، و نباید به عنوان اشاره‌ای به مراسم ازدواج مقدس تلقی شود، به خصوص که نقش ایشارا در پانتئون اوروک نامشخص است.

#### لوح ییل: برتر از همه پادشاهان لوح III
لوح ییل، اغلب با عنوان Gilgamesh Y شناخته می‌شود، لوح III از همان نسخه حماسه بابلی باستان است که لوح پنسیلوانیا نیز همان متن را دربر دارد. دستخط و سایر ویژگی‌های فیزیکی مشترکی دارند و احتمالاً از یک مکان به دست آمده‌اند. دانشگاه ییل پس از خریدن با عنوان YBC 2178 از آن نگهداری می‌کند. متن این لوح برابر با لوح‌های II و III نسخهٔ معیار حماسه است اما تفاوت‌های بسیاری دارد. گیلگمش و انکیدو، همانگونه که نینسون پیش‌بینی کرده، دوستان نزدیک هم می‌شوند. به خاطر افتادگی معلوم نیست چرا اما انکیدو سراپا درد است. گیلگمش تلاش می‌کند با پیشنهادِ سفر به «جنگل سدر» او را سر حال بیاورد. در آنجا هوواوای هولناک (که در همین لوح و سایر الواح بابلی باستان با نام هومبابا خوانده می‌شود) را خواهند کشت. انکیدو گیلگمش را نصیحت می‌کند که خدایان هوواوا را برای نگاهبانی از جنگل سدر قرار داده‌اند. گیلگمش او را سرزنش می‌کند که از مرگ می‌ترسد، شکوه مرگ در نبرد و نام جاودانی که برایشان به ارمغان خواهد آورد را می‌ستاید. سلاح آن دو در کوره آهنگری ریخته می‌شود و گیلگمش شورای شهر را گرد هم می‌آورد. او سفرش را اعلام می‌کند و بزرگان پیشنهاد احتیاط می‌دهند. گیلگمش مشورتشان را به خنده برگزار می‌کند. پس از افتادگی در متن، شخصی (احتمالا مادرش نینسون) آرزوی سفر خیر برایش می‌کند. گیلگمش، خدای خورشید (و نیز پدر خدا شده‌اش، لوگالباندا) را دعا می‌کند تا در راه نگاهبانش باشد. قهرمانان سازوبرگ بر دوش می‌گیرند و بزرگان گیلگمش را برای سفر، دعا و نصیحت می‌کنند. به راه که می‌افتند، انکیدو به گیلگمش می‌گوید مردان جوان را شهر برگرداند. به تنهایی به ادامه دهند.

#### تکه‌ای دیگر از فیلادلفیا
قطعهٔ دومی از نسخهٔ بابلی باستان گیلگمش است که در موزهٔ دانشگاه در فیلادلفیا نگهداری می‌شود (UM 29-13-570). در دههٔ ۱۸۹۰، احتمالاً در نیپور (در مرکز تمدن بابِل) پیدا شده و احتمالاً متعلق به قرن هجدهم پیش از دوران مشترک است. قسمت رویی لوح دربارهٔ بدبختی انکیدو و نگرانی گیلگمش از این مساله است. برابری بسیاری با سطرهای ۷۹ تا ۹۰ لوح ییل دارد. آنچه که در قسمت پشتیِ لوح باقیمانده است، به نظر شامل گفتگوی انکیدو با گیلگمش است که پس از بخش هشدار بزرگان انجام می‌شود.

#### لوح مدرسه نیپور
لوح بابلی باستان نیپور در بازهٔ ۱۹۵۱ تا ۱۹۵۲ در «تپهٔ لوح» حفاری شد. این مکان در زمان باستان، اتاق پشتی در خانه‌ای شخصی بود که همزمان به عنوان مدرسه‌ای برای کتابت نیز به کار می‌رفت. به میانهٔ قرن هجدهم پیشا دوران مشترک تعلق دارد. زمان آن، متعلق به دقیقاً پیش از بحران اقتصادی است که جنوب تمدن بابل را تا پایان آن قرن ویران کرد و منجر به بسته شدن مدرسه و ترک خانه شد. این لوح در موزهٔ عراق در بغداد قرار دارد (IM 5845I). لوح تمرینی بوده شامل رویاهای گیلگمش در حالی که به جنگل سدر نزدیک می‌شود. به دو قسمت تقسیم می‌شود، برای بازسازی نسخهٔ معیار حماسه در لوح IV سطر ۱۰۹ به کار می‌آید که انکیدو رویای سوم گیلگمش را تعبیر می‌کند. نیز برای سطر ۱۴۲ که رویای چهارم بازگو و توضیح داده می‌شود.

#### لوح‌های تل حرمال
دو لوح بابلی باستان گیلگمش که در خانهٔ شخصی در «تل حرمال» (حومهٔ شرقی بغداد) پیدا شده‌اند و اکنون در موزهٔ عراق هستند. هر دو لوح در فصل سوم حفاری‌ها در اوت ۱۹۴۷ به دست آمدند و به اوایل قرن هجدهم پیش از دوران مشترک تعلق دارند. مانند لوح نیپور، لوح تمرین کاتبان به نظر می‌رسند. لوحی که قابل خواندن‌تر است (Ha1 = IM 52615) شامل یکی از رؤیاهای گیلگمش در راه جنگل سدر و توضیح انکیدو است. برای بازسازی لوح IV نسخهٔ معیار در سطر۱۸۳ به کار می‌آید. دیگری (Ha2 = IM 52760) بازگوی گفتگوی گیلگمش با انکیدو است در زمانی که به جنگل سدر رسیده‌اند. به میزان کم برای بازسازی نسخهٔ معیار حماسه در لوح V سطر ۷۷ به کار رفته است.

#### لوح ایشچالی
لوح ایشچالی (A 22007) که لوح بائر یا لوح شیکاگو نیز نامیده می‌شود؛ «بائر» نخستین ویراستار آن در دورهٔ معاصر بوده و شیکاگو مکان فعلی (موسسه شرق‌شناسی دانشگاه شیکاگو) نگهداری آن است. لوح تمرینی و مدرسه‌ای است که در سال ۱۹۳۵ در شرق بغداد حفاری شد و به اوایل قرن هجدهم پیشا دوران مشترک برمی‌گردد. متن آن تقریباً همانندِ پایان لوح V نسخهٔ معیار حماسه است (گرچه تفاوتهای چشمگیری نیز دارد). برای بازسازی داستان در لوح V سطر ۲۶۹ به کار می‌آید. گیلگمش بر نگهبان جنگل سدر، هوواوا، غلبه کرده است. انکیدو اصرار می‌کند از دشمن نگذرند. گیلگمش در مقابل می‌خواهد «هاله‌های» هوواوا را به دست آورد. انکیدو پاسخ می‌دهد که این کار را بعدا به راحتی می‌توانند انجام دهند. قهرمانان، هوواوا را و به نظر خدمتکار او و هاله‌ها را می‌کشند. سپس بیشهٔ مقدس را هتک حرمت می‌کنند و درخت سدر را می‌افکنند.

#### لوحی در بغداد
لوح چهارمی بابلی باستان گیلگمش در موزهٔ عراق است (IM 21180x). منشا آن نامشخص و به شدت آسیب دیده‌است. آن بخشی که قابل خواندن است دربارهٔ قطع کردن درخت سدر است و با لوح ایشچالی کمی همپوشانی دارد. برای بازسازی لوح V سطر ۲۹۶ در نسخهٔ معیار مفید است.

#### لوح احتمالاً از سیپار
زندگی که در پی آنی هرگز نخواهی یافت:

 هنگامی که خدایان انسان را خلق کردند،

مرگ را به انسان بخشیدند،

 زندگی را برای خود نگاه داشتند.
اما تو، گیلگمش، بگذار شکمت پر باشد،

 خوش گذران همیشه شب و روز!

شادی کن هر روز،

 برقص و بازی کن روز و شب!
لباس‌هایت تمیز باشند،

 سرت شسته باشد، آبتنی کن!

چشم بدوز به کودکی که دستت را نگاه داشته،

 بگذار همسرت بارها در آغوشت لذت ببرد!
زیرا سرنوشت [مردان میرا] این است،

این لوح از دو قطعه به هم پیوسته تشکیل شده؛ یکی در موزه بریتانیا (BM 96974) و دیگری در موزه‌ای در برلین (VAT 4105) وجود دارند. در سال ۱۹۰۲، قطعات در بغداد خریداری شدند اما اینگونه گزارش شده که از سیپار (کرانه شمالی فرات) به دست آمده‌اند. به قرن هجدهم یا هفدهم پیشا دوران مشترک برمی‌گردد. این لوح، از الواح تمرین شاگردان در مدارس نیست. یک لوح کتابخانه‌ای است که در هر طرف دو ستون متن قرار دارد، بنابراین به احتمال زیاد بخشی از یکی از ویراست‌های کل حماسه و نه متنی جداگانه بوده‌است. با این وجود، رونوشتی که لوح سیپار از آن منشا گرفته است، احتمالاً رونوشتی متفاوت از الواح پنسیلوانیا و ییل است. متن آن برابر با بخش‌هایی از الواح IX و X نسخهٔ مرجع حماسه است و نیز تفاوتهای چشمگیری دارد. برخی از سطرها برای تکمیل نسخه مرجع حماسه استفاده شده‌است (col. i در Tablet IX 18 و col. iv 2-11 در Tablet X 106).
گیلگمش، پریشان از مرگ انکیدو در جستجوی زندگی جاودان است. خدای خورشید از آسمان با او سخن می‌گوید و نصیحتش می‌کند که جستجوی او بیهوده است. گیلگمش زندگی در آسودگی را نمی‌پذیرد. با آگاهی از اینکه مرگ به زودی آرامش همیشگی را برایش خواهد آورد، باید زندگی‌اش را به درازا کشاند، اگر می‌تواند. پس از یک افتادگی، گیلگمش در حال بیان چگونگی مرگ دوستش برای شیدوری است و اینکه چگونه هراس از مرگ بر او مستولی شده‌است. میخانه‌دار پاسخ می‌دهد تنها خدایان جاودانه هستند. انسان باید تا زنده است از زندگی لذت ببرد و خانواده‌اش را بپروراند تا فرزندانی داشته باشد. گیلگمش قانع نمی‌شود و بر ادامهٔ جستجویش پافشاری می‌کند. متن پس از افتادگی دوم اینگونه ادامه می‌یابد که گیلگمش در حال نابودی خدمهٔ سنگی قایقران با نام «سورسونابو» (این نامی است که در اینجا برای اور-شانابی ذکر می‌شود) است. سورسونابو خودش را معرفی می‌کند و گیلگمش از سفرش می‌گوید و برای یافتن اوتنپیشتی (که در اینجا «اوتا-ناایشتیم» خوانده می‌شود) جاودان کمک می‌طلبد. سورسونابو به او می‌گوید «افراد سنگی» وسیله گذر او از اقیانوس بوده‌اند اما از او می‌خواهد برای سفر دریایی‌شان تیرک‌هایی آماده کند.

### اواخر هزاره دوم پیشا دوران مشترک (در تمدن بابل)

#### لوح تمرین نیپور
این لوح در سال ۱۹۴۹ در «تپه لوح» در نیپور حفاری شد و اکنون در موسسه شرقشناسی دانشگاه شیکاگو قرار دارد (A 29934). لوح تمرینی مدرسه‌ای است که شاگرد کتابت به عنوان بخشی از آموزش خود آن را نوشته است. احتمالاً به زمانی مابین اوایل قرن چهاردهم و اواخر قرن سیزدهم پیشا دوران مشترک بازمی‌گردد. در آن دوره، شهر در دوران رونق خود بوده است. متن بسیار خلاصه دربارهٔ خلق کردن انکیدو است و برای بازسازی سطرهای ۹۳ و ۹۴ در لوح I نسخهٔ معیار حماسه به کار رفته است.

#### لوح اور
این لوح در طی حفاری‌های لئونارد وولی در سالهای ۱۹۲۲ تا ۱۹۳۴ در جنوب تمدن بابل به دست آمد.  اکنون در موزه بریتانیا است (UET 6 394). احتمالاً به قرن دوازدهم پیشا دوران مشترک تعلق دارد. متن آن، بخشی از ویراستی از حماسه است که بسیار شبیه به نسخه معیار است. انکیدو در بستر مرگ است، صیاد و روسپی را نفرین می‌کند و رویایش از جهان زیرین را بازگو می‌کند. بنابراین متن برابر با سطرهای ۹۰ تا ۱۷۱ لوح VII است.

### اواخر هزاره دوم پیشا دوران مشترک (خارج از تمدن بابل)

#### تکه‌هایی از هاتوسا
سه اکتشاف مختلف از تکه‌های گیلگمش بابلی در هاتوسا (پایتخت امپراتوری هیتی) به دست آمده‌است. اولی به قرن سیزدهم پیشا دوران مشترک تعلق دارد؛ شامل رؤیای دوم گیلگمش در سفر به جنگل سدر، برابر با سطر ۵۵ لوح IV نسخه مرجع، همراه با متنی به شدت آسیب دیده از ایشتار و نرگاو آسمان است که ترجمه نشده است. دومی بخش کوچکی از رؤیای گیلگمش است، کمتر از آن که ارزش ترجمه کردن داشته باشد. آخری، قطعه‌هایی پیدا شده‌اند که شامل نسخه‌ای از متن شبیه به لوح‌های پنسیلوانیا و ییل است، به زمان ۱۴۰۰ پیشا دوران مشترک بازمی‌گردند.

##### نسخه هیتی
داستان گیلگمش به خوبی در هاتوسا شناخته شده بود. باستان‌شناسان در ویرانه‌های این شهر، تکه‌های دو نسخه متفاوت اکدی از حماسه به دست آورده‌اند. علاوه بر آن، دو لوح هوری دربارهٔ گیلگمش به دست آمده‌است. این متن‌ها به شدت آسیب دیده و زبان هوری به درستی خوانده نمی‌شود. متن‌های به زبان هیتیِ هندو-اروپایی، تکه‌تکه هستند.
نسخه هیتی، نسبت به آنچه از بین‌النهرین به دست آمده، ساده شده‌است و جزئیات بسیاری را ندارد. به شهر اوروک هیچ توجهی نشده‌است و همین وضع در مورد دیوارهای شهر برقرار است. شخصیت‌های والدین گیلگمش و پدر صیاد حذف شده‌اند. کاتبان هیتی به سفر به جنگل سدر (در اینجا «کوه‌های هوواوا») توجه ویژه‌ای نشان داده‌اند. احتمالاً این توجه به خاطر قرار داشتن فرضی این قلمروی افسانه‌ای در تمدن هیتی بوده‌است. لوح سوم دربارهٔ اندوه گیلگمش از مرگ انکیدو و سرگردانی او در جهان وحش است. مانند حماسه بابلی، گیلگمش به دیدار قهرمانی باستانی می‌رود که در آنسوی «آب‌های مرگ» ساکن است اما در سطرهای بازمانده سخنی از انگیزه او و نتیجه نهایی در میان نیست.
در نسخهٔ تکه‌تکه‌شدهٔ هیتی حماسه، به دریای انسان‌انگاری‌شده اشاره می‌شود که ظاهرا همراه با سوکال هوری خود، ایمپالوری، است. در حالی که گیلگمش به خدا تعظیم و او و خاصگانش را تقدیس می‌کند، در پاسخ نفرین می‌شود. گری بکمن چنین فرض می‌کند که این قسمت، نقش برجسته‌تر دریا را در اساطیر ساکنان آناتولی باستان منعکس می‌کند. او خاطرنشان می‌کند که افزوده‌های گوناگون هوری و هیتی که از نسخه استاندارد بابلی متمایز هستند، شناخته شده‌اند و  نشانگر این موضوع هستند که این حماسه گاهی اوقات برای مطابقت با حساسیت مخاطبان غیر بین‌النهرینی اقتباس می‌شد.

#### تکه‌هایی از ایمار
در سال ۱۹۷۴، قطعه‌هایی از دو لوح گیلگمش در تل مسکنه (کنار فرات میانی در سوریه و در شهر باستانی امار) پیدا شد. اکنون در موزهٔ حلب قرار دارد (Msk 74104z, etc). منشا آن اطاق کتابتی است که در قرن سیزدهم و اوایل قرن دوازدهم پیشا دوران مشترک رونق داشت. قطعهٔ اول به لوح کوچکی تعلق دارد و محتوای آن برابر با لوح V نسخهٔ معیار حماسه است. قطعه‌های دیگر به لوحی تعلق دارند که داستان ایشتار و نرگاو آسمان را روایت می‌کند و بنابراین معادل لوح VI نسخهٔ معیار حماسه است.
در قطعهٔ اول، با نزدیک شدن قهرمانان به جنگل سدر، گیلگمش انکیدو را تشجیع می‌کند: شکست، منجر به بی‌آبرویی در نزد مردم اوروک خواهد شد و اگر با هم باشند از هر مانعی گذر خواهند کرد. در لوح دوم، الهه ایشتار به گیلگمش پیشنهاد ازدواج می‌دهد و از فراوانی و نعمتی که برایش خواهد داشت، می‌گوید. گیلگمش به او توهین می‌کند و سرنوشتی را که بر سر عاشقان پیشین او آورده است، روایت می‌کند. ایشتار خشمگین از این گستاخی از پدرش نرگاو آسمان را می‌طلبد. آنو نرگاو را به ایشتار می‌دهد و او آن را به اوروک فرو می‌فرستد.

#### لوح مگیدو
لوح مگیدو قطعه‌ای است که اتفاقی در دههٔ ۱۹۵۰ در شهر فلسطین باستان (تِل-المتسلم) پیدا شد. اکنون در موزهٔ اسرائیل در اورشلیم قرار دارد (55-2). به  حدود قرن چهاردهم پیشا دوران مشترک بازمی‌گردد. دو بخش متن شبیه به بخش آخر لوح VII نسخهٔ معیار دارد. قسمت جلویی لوح دربارهٔ رؤیای دوم انکیدو است که اسیر «مرگ» می‌شود و به جهان زیرین می‌رود. قسمت پشتی لوح زوال نهایی او، مرگ و اندوه گیلگمش را تصویر می‌کند.
لوح مگیدو توسط شبانی پیدا شد و برگرفته از نسخه‌ای به بابلی باستان است. این لوح در عمارنه به دست آمده که چند اثر ادبیِ اکدی دیگر نیز (مانند آداپا، نرگال و ارشکیگال و ...) در آنجا پیدا شده‌اند. احتمالا کاتبان کنعانی در اثر ارتباط با جامعه کاتبان اوگاریتی آن را مکتوب کردند. در اوگاریت، فهرست‌های واژگان سومری-اکدی سنتا همراه با ترجمه‌های سامی غربی، هیتی و هوری بود.

#### لوح اوگاریت
لوح کاملی از متن گیلگمش که در وضعیت بسیار خوبی است. به قرن دوازدهم پیشا دوران مشترک برمی‌گردد و به خط دانش‌آموز کتابت یا استادش است. این لوح تصنیفی اصلی است. بررسی و مقایسه این لوح با سرآغاز نسخهٔ بابلی معیار و تقدم-تأخر سطرها در لوح به دست آمده در اوگاریت همراه با مقایسه با نسخهٔ بابلی باستان نشان از آن دارد که متن اوگاریتی فاقد انسجام موضوعی و روایی نسخهٔ هزارهٔ اول پیش از دوران مشترک است. مهمترین قطعه‌هایی که در این نسخه حضور ندارد، عبارتند از: ساخته شدن دیوارهای اوروک به دست گیلگمش؛ سرود ستایش؛ تولد و وضعیت نیمه‌الهی گیلگمش؛ و اندازه گام‌های او. اندرو جرج (برخلاف آرنو) این لوح را رونوشتی از نسخهٔ بابلی معیار نمی‌داند و نسبت به آن در درجه‌ای پایین‌تر در نظر می‌گیرد. از دیدگاه او، این لوح بیشتر به نسخهٔ بابلی میانه حماسه که در اور و امار به دست آمده، شبیه است. نقصان‌های موجود در آن بیشتر از آنکه ناشی از اشتباه کاتبان باشد به دلیل انتقال شفاهی آن بوده و از متنی در جنوب بین‌النهرین منشأ گرفته است.
لوح اوگاریت در تضاد با نسخهٔ بابلی معیار (با به کار بردن واژه šupšuq و نه šupšuḫ) بر این نکته تاکید دارد که جستجوی گیلگمش هیچ چیزی که گیلگمش به دنبالش بود، برایش به ارمغان نیاورد بلکه او را دچار درد و خطر بسیار کرد. بنابراین دو دیدگاه متضاد وجود دارد: (الف) ممکن است جستجویی ناامیدکننده به شکست منجر شود اما آرامشی ناشی از خودشناسی همراه دارد (لوح I نسخهٔ بابلی معیار)، (ب) جستجوی ناامیدکننده چیزی نیست جز سختی و رنجی که بیهوده تحمل شده است. تکه‌ای از لوح اوگاریت همتایی در هزاره اول پیش از دوران مشترک ندارد. به نظر جرج دو تکهٔ به دست آمده در اوگاریت بازتاب‌های خرابی از نسخهٔ بابلی میانه حماسه هستند که از طریق سرزمین آشور به دریای مدیترانه رسید. احتمالاً مرکزهای کتابت دیگری نیز در سوریهٔ قرن دوازدهم پیش از دوران مشترک با همین متن آشنا بودند.
به نظر جرج، متن شمارهٔ ۶۵ در کتاب آرنو (ص۲۰۱ تا ۲۰۲)، که در عنوان آن واژه «معبد بعل» را آورده است، به جایش روایتی اول شخص از رها کردن پرندگان است که قهرمان طوفانی بابلی انجام می‌دهد. این تکه یا می‌تواند بخشی از حماسه گیلگمش و یا تکه‌ای از RS 22.421 باشد.

## شعرهای سومری
در نخستین متن‌های بازمانده از بین‌النهرین، نام گیلگمش با تفاوتی اندک آمده‌است: بیلگمس. پنج شعر سومری دربارهٔ وی وجود دارد؛ در قرن هجدهم پیشا دوران مشترک، این شعرها در مدرسه‌های بابِل به عنوان سرمشق برای کاتبان آینده استفاده می‌شدند و اکنون بیش از پیش شناخته شده‌اند. وام‌گیری‌های آشکار حماسهٔ بابلی از شعرهای سومری عبارتند از اقتباس از داستان سومری بیلگمس و هوواوا برای لوح‌های III تا V حماسهٔ بابلی (رفتن به جنگل سدر) و به‌کارگیری داستان سومری بیلگمس و نرگاو آسمان در لوح VI (ایشتار و نرگاو آسمان). متن‌هایی که تازه‌تر یافت شده‌اند، شباهت روایت اکدی خاکسپاری انکیدو در لوح VIII و خاکسپاری بیلگمس در شعر سومری «مرگ بیلگمس» را نشان می‌دهد. علاوه بر این، سنّتی که در آن گیلگمش اسرار قهرمان طوفان را درمی‌یابد و از این رهگذر، زندگی آیینی سرزمین را (که بر اثر طوفان دچار وقفه طولانی شده) دوباره زنده می‌کند، هم بر مرگ بیلگمس تأثیر گذاشته‌است و هم بر حماسهٔ بابلی.

### بیلگمس و آککا: فرستادگان آککا
این شعر در روزگار باستان با واژگان آغازینش، به نام «فرستادگان آککا» شناخته می‌شده‌است. در میان شعرهای سومری کوتاهترین است و نیز در بهترین وضعیت نسبت به سایرین باقی مانده‌است. متن رایجی در مدرسه‌های بابل بوده‌است. تفاوتش با سایر شعرهای سومری در این است که برابر آشکاری در متن اکدی ندارد، گرچه می‌توان مشورت بزرگان و مردان جوان را در شورا شبیه به لوح II حماسه بابلی دانست.

### بیلگمس و هوواوا
این شعر سومری نیز در مدرسه‌های بابل باستان رایج بود و توصیف سفر به جنگل سدر، کشتن هوواوا و انداختن درخت سدر است. پس پیش‌زمینه لوح‌های III تا V حماسه بابلی محسوب می‌شود، هر چند دو داستان تفاوت‌های عمده‌ای دارند. یک تفاوت چشمگیر آن است که هوواوا نه به قدرت بازو بلکه با حیله شکست می‌خورد. این متن، دارای دو نسخه است: «ارباب کوه فرد زنده» (نسخه A) و «هو، هورا» (نسخه B)؛ نسخه اول تقریبا کامل است. به نظر می‌رسد واژگان آغازین نسخهٔ اول اشاره به جستجوی دیگری باشند. گرچه برخی از محققان «فرد زنده» را هومبابا دانسته‌اند اما هر اطلاعاتی که دربارهٔ او موجود است توضیحی را در بر ندارد که چرا باید چنین صفتی برای او به کار رفته باشد. احتمالا با توجه به آنکه جنگل سدر سومری در شرق (در همان سمتی که زیوسودرا اقامت کرد) قرار دارد، «فرد زنده» صفت توصیفی برای زیوسودرا باشد، «فرد زنده» نجات‌یافتهٔ جاودان طوفان افسانه‌ای است. داستان بیلگمس و هوواوا باید زمانی روایتی از سفر گیلگمش برای دیدار با زیوسودرا را در خود داشته باشد. این متنِ بسیار طولانی‌تر در مدرسه‌های بابل باستان خلاصه و بخش زیوسودرا از آن حذف شد.

### بیلگمس و نرگاو آسمان: قهرمان در نبرد
شعری که عنوانش «قهرمان در نبرد» بود، دربارهٔ دشمنی بیلگمس (پادشاه دولت‌شهر اوروک) و ایزدبانو اینانا (سومریِ ایشتار؛ ایزدبانوی شهر) و دربارهٔ جنگ بیلگمس و انکیدو با نرگاو آسمان است. پس این شعر پیش‌زمینهٔ لوح VI حماسه بابلی محسوب می‌شود، هر چند که آغاز این دو داستان بسیار متفاوت است. با قضاوت بر اساس تعداد نسخه‌های باقیمانده، این شعر محبوبیت کمتری از داستان‌های مربوط به آککا و هوواوا داشته‌است. هیچ‌کدام از دو منبع اصلی این شعر از مدارس نیپور که معمولاً بهترین نسخه‌ها در آنجا یافت شده‌اند، به دست نیامده‌است. این دو لوح یا با هم فرق دارند یا از نگارش نامرسوم استفاده کرده‌اند یا خراب شده‌اند؛ ترجمه‌شان اغلب مشکل است و گاهی امکان‌ناپذیر.
دربارهٔ دشمنی بیلگمس و اینانا نظرات گوناگونی وجود دارد؛ بعضی آن را تلاش سومر (نمادش: اوروک) برای رهایی از یوغ امپراتوری اکد (نمادش: اینانا) می‌دانند. احتمال بیشتری دارد که داستان برآمده از رد کردن ایزدبانوی اوروک (اینانا) توسط شاه بیلگمس در مراسم ازدواج مقدس باشد. ولی ممکن است که هیچ‌کدام از این‌ها نباشد؛ هدف شعر درباری، مانند شعرهای بیلگمس (و بسیاری از ادبیات سومری دیگر)، به احتمال زیاد به سادگی این بوده که پادشاه و میهمانان او را سرگرم و مشغول کنند، نه ترویج ایدئولوژی سیاسی.

### بیلگمس و جهان زیرین: در آن روزها، در آن روزهای خیلی دور
در جهان باستان، این شعر با عنوانی شناخته می‌شد که سطر آغازین آن است: «در آن روزها، در آن روزهای خیلی دور». این شعر سومری در مدرسه‌های کاتبی در بابل باستان، شهرهای نیپور و اور، رایج بود. برخلاف سایر شعرهای سومری بیلگمس، این متن با یک سرآغاز اسطوره‌ای شروع می‌شود.
شکایت زنان از شوهرانشان در شعر سومری به شکایت به خدایان در لوح I حماسه شبیه است. بخش‌هایی از این شعر حماسی سومری به اکدی ترجمه شد و لوح XII حماسه گیلگمش را شکل داد، در این نسخه که از نیمه دوم متن (سطر ۱۷۲ به بعد) به اکدی ترجمه شد، بیلگمس علاوه بر انلیل و انکی به خدای ماه نیز متوسل می‌شود. علاوه بر این بخش‌هایی از آن به داستان مرگ انکیدو و سوگواری گیلگمش در لوح‌های VII و VIII مربوط است.

### مرگ بیلگمس: نرگاو وحشی بزرگ آرمیده‌است
اگرچه رویدادهای شعر سومری در حماسه اکدی رخ نمی‌دهند اما عناصر خاصی از آن (بیلگمس برای اطمینان از پذیرایی مطلوب از خود و ملتزمین در جهان زیرین، هدایایی به خدایانِ درگاه ارشکیگال هدیه می‌دهد، همانگونه که در لوح VIII حماسه بابلی، او از طرف انکیدو  انجام می‌دهد.) ممکن است در روایت مرگ انکیدو در لوح‌های VII و VIII پیدا شوند. علاوه بر آن، اشاره انکی در شعر سومری به این موضوع که جاودانگی تنها برای زیوسودرا اتفاق افتاده است، در لوح XI (جاودانگی تنها برای اوتنپیشتی) نیز بازتاب یافته است و اشاره به «جشن نورها» و کشتی گرفتن جوانان در شعر سومری، با کشتی گرفتن انکیدو و گیلگمش در حماسه ارتباط دارد.

## تأثیر پسین

### ارتباط با کتاب مقدس
بررسی سیر تکاملی «حماسه گیلگمش» را می‌توان از متن سومری «داستان زیوسودرا» آغاز کرد که از طریق ترجمه‌ها و اقتباس‌های اکدی پیاپی به نسخه معیار دوازده لوحی منتهی شد. این حماسه، مدلی تجربی برای آزمایش فرضیه‌های تکامل متن کتاب مقدس است. از میان همسانی‌های بسیار با کتاب مقدس، بیشترین و آشناترین آن در لوح XI دیده می‌شود که در آن نسخه‌ای از داستان طوفان بین‌النهرینی آمده است. این روایت، مفصل‌ترین نسخه از داستانی است که پیش از آن در حوزه خلاصه‌تری هم به زبان سومری و هم اکدی بازگو شده است. در اینجا، از زبان خود قهرمان طوفان (که در نسخه‌های گوناگون، نامهای متفاوتی دارد: در اینجا اوتنپیشتی) بیان می‌شود. در مرحله‌ای از تکامل خود، حماسه با لوح XI و بازگشت گیلگمش به اوروک خاتمه می‌یافت. سپس، لوح دوازدهمی با ترجمه مستقیم نمونه اولیهٔ سومری شکل گرفت که شامل رویایی از جهان زیرین است که بر آن گیلگمش در مقام یک خدا حاکم است.

#### کتاب جامعه
اندرو جرج پس از بررسی شباهت «افسانه کاتی نارام-سین» با نسخه بابلی باستان «گیلگمش» (سخنان شیدوری)، توصیه آن دو متن را شبیه به «کتاب جامعه» می‌داند و پس از نقل بخشی از این کتاب، نتیجه می‌گیرد: «بن‌مایه‌های بیهودگی تلاش‌های انسان و از خانواده خود لذت بردن، در ادبیات «حکمت» خاور میانه باستان، رایج است».

#### سفر پیدایش باب ۱ تا ۱۱
حماسهٔ گیلگمش همچون سفر پیدایش زمانی بهتر درک می‌شود که سیر تاریخی آن بررسی شود. نسخهٔ نهایی گیلگمش (بابلی معیار) است که هم از نظر زمانی و هم از جنبهٔ درون‌ما‌یه‌ها به سفر پیدایش شبیه است. بهتر است ژانر هر دو را با یک فرم ادبی باستانی مقایسه کرد: داستان حماسی زمانِ آغازین، از آفرینش انسان تا طوفان.
اندرو جرج پس از بیان داستان آفرینش انسان در شعر آترام-هاسیس و توضیح شباهت آن با آفرینش انکیدو در لوح I حماسه گیلگمش، انکیدو را نسخه بدل اولین مرد می‌داند که بدون فریادهای درد مادری زاده شده‌است. پس از آن با اشاره به اینکه در این خلقت به دست ائا، نقصانی راه یافته‌است به ایجاد روح در گِلی که ائا به «ایزدبانو مادر» می‌دهد، می‌پردازد. ایجاد روح از طریق آمیختن گل با خون یک خدا پس از کشتن او بوده‌است. همین عنصر الهی ایجادگر خودآگاهی و خرد در انسان در تمایزی آشکار با حیوانات است و توجیه‌کننده زندگی پس از مرگ انسان در قالب یک روح در جهان زیرین (لوح VII). اما در حداقل یک سنت (بدون آنکه نامی از انوما الیش به میان آورد) این خدا، متمرد بوده‌است، پس توجیه‌گر خیره‌سری انسان می‌شود (گفته اوتنپیشتی به زنش در لوح XI). طبیعت طغیانگر انسان که در این اسطوره بیان شده‌است بر یک سنت دربارهٔ تاریخ انسان اولیه تأثیر گذاشته‌است. این سنت، نخست در چندین قطعه ادبی سومری دیده می‌شود و در آن، انسان برهنه و پرمو بر زمین سیر می‌کند (روایت بروص). روایت آفرینش انکیدو در لوح I به همین سنت برمی‌گردد. اسطوره بربریت نخستین بشر در تضاد با سنتی قرار می‌گیرد که در آن بشر برای به دست گرفتن ابزارهایی خلق می‌شود که پیش از آن متعلق به خدایانِ ساکن در شهر بوده‌است. اسطوره‌های اکثر تمدن‌ها شفاهی بوده و در اصل گوناگون است؛ سنت‌های مختلفی دربارهٔ اینکه چگونه اوضاع فعلی ایجاد شد، بدون مشکل همزیستی می‌کردند. دو فصل نخست سفر پیدایش، به روشنی دو روایت کاملاً متفاوت را از آفرینش انسان دربردارد.
تمدن بشریت، طبق اساطیر بابلی، ایجاد شده توسط خدایان بود که پادشاهی را از آسمان فرو فرستادند. در این میان، ائا به خصوص نقش مهمی دارد که «هفت فرزانه» را به اریدو و سایر شهرهای نخستین فرستاد و همراهشان همه هنرها و صنایع زندگی شهری را. آنها موجوداتی بودند که در سرآغاز حماسه روایت شده شهر اوروک و دیوار آن را بنیاد گذاشتند: « «هفت فرزانه» پی‌ریزی‌هایش را بنیاد نریختند؟» برجسته‌ترین در میان این فرزانه‌ها، آداپا (ماهی-مرد) بود که از دریا سر برآورد. حکومت، جامعه و کار پس از آن به انسان‌ها تحمیل شد.

#### طوفان نوح
داستان «طوفان» به داستان گیلگمش پیوند زده شده‌است. طوفان بزرگی که در آغاز تاریخ بشریت، خدایان به دنبال نابودی انسان با آن بودند. گیلگمش در مقام گونه‌ای از قهرمان فرهنگ ظاهر می‌شود. در انتهای زمین و در حضور بازمانده «طوفان»، اوتنپیشتی، به خردمندی می‌رسد، پس معابد و آیین‌های سرزمین را به کمال مطلوب پیش از طوفان می‌رساند. حماسهٔ آترام-هاسیس (با نام دیگر «وقتی که خدایان انسان بودند») اثری از اواخر ادبیات بابلی باستان است که تاریخ بشریت را از آفرینش تا طوفان بازگو می‌کند. روایت همین متن از «طوفان» است که شاعر «گیلگمش» به عنوان منبعی برای روایت خودش از اسطوره «طوفان» به کار برد. علاوه بر آن، الگویی چشمگیر برای داستان «طوفان نوح» در «کتاب مقدس» می‌شود. در بین‌النهرین باستان، «تعالیم شوروپاک» نمونه «رایزنی سلطنتی» است، متنی سومری که از بسیار قدیمی‌ترین آثار ادبی باقی مانده‌است. کهن‌ترین نسخه متعلق به حدود قرن بیست و ششم پیشا دوران مشترک است. در این متن شوروپاک خردمند پیر، پسر اوبار-توتو، به پسرش زیوسودرا توصیه می‌کند. این همان زیوسودرایی است که در نزد بابلیان با نام‌های دوگانه آترام-هاسیس و اوتنپیشتی شناخته می‌شده‌است. وی از «طوفان» نجات می‌یابد و در انتهای زمین گیلگمش را بخردانه توصیه می‌کند.

#### تولد موسی

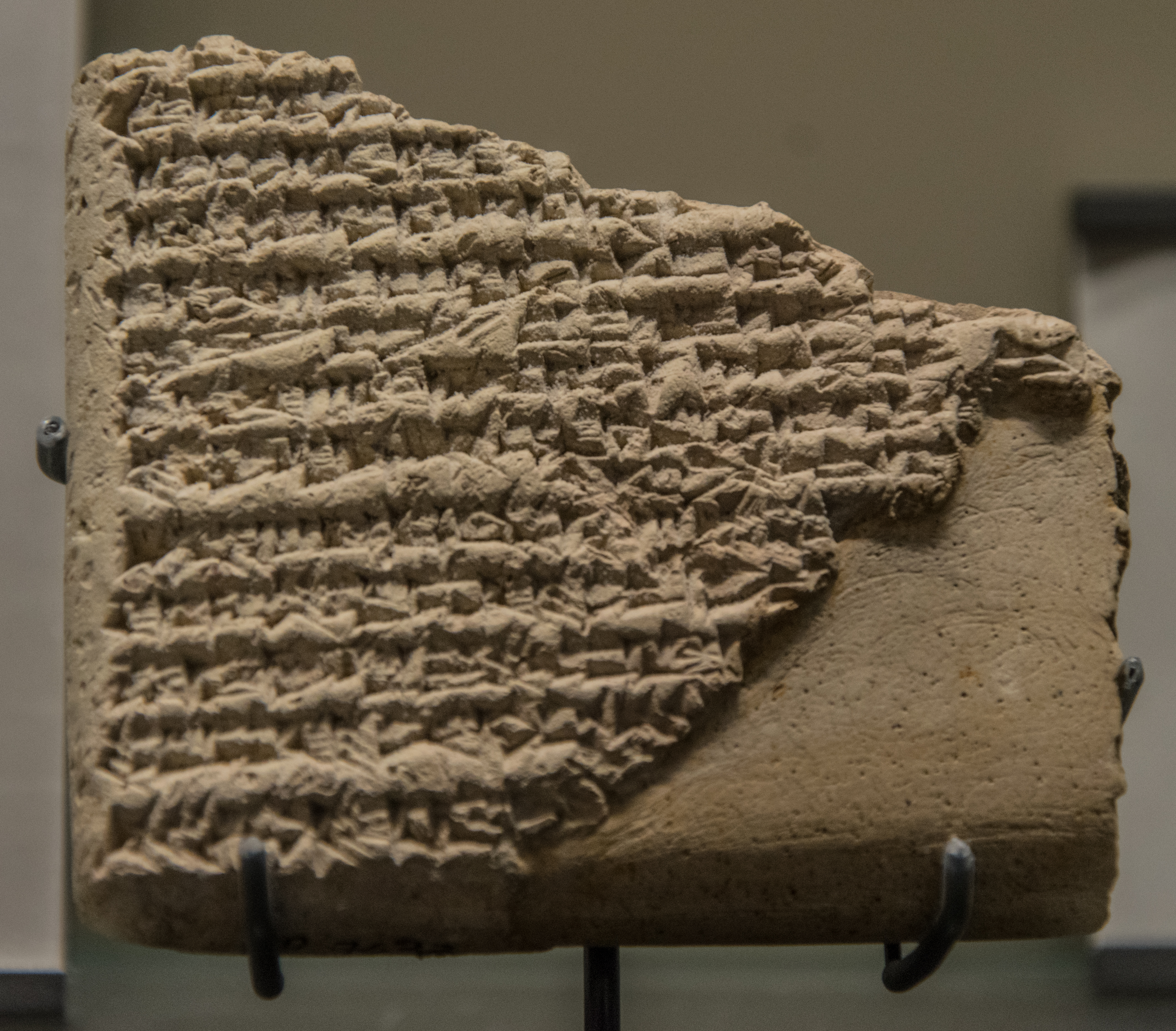
داستان تولد سارگن (اوایل هزاره دوم پیشا دوران مشترک)

سارگن اکدی در ۲۳۰۰ پیشا دوران مشترک، نخستین امپراتوری را در خاک آسیا ایجاد کرد و کارهایش تقریبا بلافاصله شکل افسانه گرفت. سپس، دو پادشاه نام او را بر خود گذاشتند که از آن میان سارگن دوم (قرن هشتم پیشا دوران مشترک) شناخته‌شده‌تر است. «سارگن» ترجمه نام این پادشاه در کتاب مقدس (اشعیا، باب ۲۰، آیه ۱) است. احتمالا همین پادشاه بوده است که در ستایش همنام باستانی خود، دستور تهیه متن‌هایی (شامل افسانه تولد و به قدرت رسیدن) را صادر کرد. این داستان، ویژگی‌های مشترکی با روایت تولد موسی و نیز درون‌مایه‌های متاخری دارد که در آن، قهرمان هنگام تولد بی‌پناه است اما به پادشاهی می‌رسد. سارگن دوم علاوه بر سارگن اکدی، گیلگمش (پادشاه باستانی سومری) را نیز ستایش می‌کرد که در زمان او معمولا به واسطه حماسه گیلگمش شناخته می‌شد. در چندین متن، کارهای او به طور ضمنی با افسانه مقایسه شده است. روایت افسانه سرراهی بودن سارگن (مانند موسی یتیم):
مادرم، کاهنه، باردار شد مرا و پنهان به دنیا آوردم.

مرا در سبدی از نی گذاشت، سرپوش را با قیر اندود؛ 

بر رودی افکند که از آن نتوانستم برخاست، 

رود مرا برد و به آکی ساقی رساند.
روایت تولد گیلگمش که آلیان بازگو می‌کند همان سنتی‌ست که در سایر افسانه‌های خاور نزدیک (سارگن، موسی و کوروش) نیز آمده‌است. آلیان (تاریخدان رومی، ۱۷۰ تا ۲۳۵ دوران مشترک) در کتاب خود در طبیعت حیوانات کودکی گیلگمش و نجات او توسط عقاب را روایت می‌کند. برخی از دانشوران معتقدند آلیان روایت خود را از بروص (کاهنی بابلی که تاریخ آن تمدن را به زبان یونانی در حدود ۲۸۱ پیشا دوران مشترک نوشت) گرفته است. در ابتدای این متن به عشق حیوانات به انسان اشاره می‌شود. به پادشاه بابل گفته می‌شود فرزندی که از دخترش به دنیا آید، او را به زیر خواهد کشید. با وجود تحت مراقبت قرار دادن دختر، او مخفیانه فرزندش را به دنیا می‌آورد (پدر نامشخص است). نگاهبانان از ترس پادشاه، کودک را از محل زندانی دختر پادشاه به پایین پرتاب می‌کنند. عقابی او را می‌بیند، پیش از اصابت کودک به زمین، خود را به زیر او می‌رساند. عقاب کودک را به باغی می‌برد و با نهایت آرامی بر زمین می‌نهد. مهر کودک در دل نگاهبان باغ می‌افتد. نام او را گیلگاموس می‌گذارند و او پادشاه بابلیان می‌شود.

#### سایر
در نظر جوزف کمبل، داستان یونس یادآور صحنه‌ای در حماسه گیلگمش است که در آن، گیلگمش از کف دریا گیاهی می‌چیند. در کتاب یونس، کرمی ریشه گیاه سایه‌بان را گاز می‌گیرد و باعث خشک شدن آن می‌شود و در حماسه گیلگمش، گیلگمش به پاهای خود سنگ می‌بندد و گیاه خود را از کف دریا می‌کند. زمانی‌که به ساحل می‌رسد، گیاه توسط ماری خورده می‌شود.
سایرس گوردن و گری رندزبرگ مرگ آقات در اسطورهٔ اوگاریتی را گواهیِ بن‌مایهٔ قحطی هفت‌ساله پس از مرگ قهرمان، در خاور نزدیک، می‌دانند و علاوه بر آن درون‌مایهٔ پیش‌بینی هفت سال قحطی از قبل و ذخیره ملزومات، در داستان عبری یوسف در سفر پیدایش نیز دیده می‌شود.

### گیلگمشدر خارج از سنت خط میخی
برای بررسی آنکه آیا خود شعر به خارج از سنت خط میخی منتقل شد یا خیر، دو جستار را باید در پیش گرفت: نخست، ارتباط حماسه‌های هومر با حماسهٔ گیلگمش؛ دوم، میراث حماسهٔ گیلگمش برای خاور نزدیکِ پس از خط میخی.

#### ارتباط با آثار هومر
دربارهٔ تاثیر خاور نزدیک بر ایلیاد و اودیسه رویکردها بین دو سر طیف وجود دارد: (الف)، رد هر گونه شباهت و اتفاقی دانستن آن؛ (ب)، ادعای تاثیر مستقیم شرق بر غرب. نویسندگان امروزی به موقعیت (ب) گرایش دارند. تاثیر ادبی، به درستی، در چارچوب انواع تاثیرات خارجی بر یونانیان باستان — کالا، تکنولوژی (از جمله خط)، ایده‌های روشنفکرانه و روندهای فرهنگی — دیده می‌شوند که نام «انقلاب شرقی» را به خود گرفته است.
بر سر راه پژوهش در این موضوع (چگونگی و چرایی بن‌مایه‌های مشترک در شعرهای هومر و گیلگمش)، دو مشکل اساسی وجود دارد. نخست، دربارهٔ سنت شفاهی بین‌النهرین که به موازات سنت کتابت در جریان بود، هیچ اطلاعاتی وجود ندارد. دوم، یونانیان ممکن است با ترجمهٔ گیلگمش مواجه شده باشند و نه با حماسه به زبان اصلی. فقدان کاملِ ادبیات فنیقی و آرامی اولیه به معنای آن است که شاهدی در مدیترانهٔ شرقی در هزارهٔ اول پیش از دوران مشترک، برای وجود گیلگمش به آن زبان‌ها و در ادبیات آنها (که واسطهٔ فرهنگ بین‌النهرین و دریای اژه بودند) وجود ندارد.
تاثیر فرهنگی بین‌النهرین بر «غرب» همیشه قوی بوده است، به خصوص در دوره‌ای که زبان اکدی در شام و آناتولی، زبان میانجی شد. در این دوره، متن‌های مکتوبِ سنت بابلی، از جمله گیلگمش و اسطوره «طوفان» به مدیترانهٔ شرقی صادر شد. تاثیر، به صورت معکوس و در دوره‌های دیگر نیز دیده می‌شود. تاثیر اساطیر شام از همان اوایل هزارهٔ دوم پیش از دوران مشترک در بابِل وجود داشت. شباهت‌های غیرقابل انکار گیلگمش با آثار هومر، احتمالا ناشی از تاثیر نسخهٔ بابلی حماسه (یا ترجمهٔ آن) در آن زمان نبوده، بلکه به احتمال بیشتر شعر یونان از منطقهٔ مدیترانهٔ شرقی، بن‌مایه‌هایی را وارد کرده است. شباهت‌های بسیار گیلگمش و آثار هومر ناشی از خویشاوندی دور آنان است.

#### پس از مرگ خط میخی
موضوع دومی که باید مورد بررسی قرار بگیرد، آن است که آیا حماسهٔ گیلگمش پس از مرگ خط میخی در بین‌النهرین، باقی ماند یا خیر. برای این جستار بهتر است ابتدا به شواهد تداوم فرهنگیِ عمومی در عصر پس از خط میخی پرداخت و سپس، ادبیات بین‌النهرین در دورهٔ بلافاصله قبل از آن را در نظر گرفت. در مورد باقی ماندن فرهنگ بابلی، در قرن‌های نخستِ پس از دوران مشترک تداوم چشمگیری در مذهب و «علوم» سنتی دیده می‌شود که ریشه در آموزش میخی باستان داشته است. تا مدتهای طولانی پس از نابودی خط میخی، پرستش خدایان بین‌النهرین باستان ادامه داشته است. عادت‌های پاگانیسم که نماد فسادهای چندخداپرستی باستانی بود، در دورهٔ ساسانی دیده می‌شود و تا مدتها پس از آمدن اسلام ادامه داشت. تفکر دینی بابلی و آشوری تاثیر قدرتمندی بر رشد یهودیت داشت و در بین‌النهرین باقی ماند و بر شکل‌گیری مسیحیت شرقی، گنوسیسمِ مندایی و اسلام اثر گذاشت.
در همان زمان، دستاوردهای روشنفکری بابلی تاثیر گسترده‌ای بر «شرق» نیز گذاشت. تخصص عملی در طب سنتی، طالع‌بینی، نجوم و اختربینی پس از مرگ خط میخی باقی ماند. روایت‌های بومی بابلی دربارهٔ آفرینش و تاریخ باستان به پژوهش‌های یونانی متاخر راه یافت: کیهان‌زاییِ انوما الیش در روایت‌های نویسندگان یونانی تا داماسکیوس (فیلسوف نئوافلاطونی) در قرن پنجم دوران مشترک حضور دارد؛ روایت تاریخ بین‌النهرین بر اساس «رویدادنامهٔ دودمانی» (که ادامهٔ بابلی فهرست پادشاهان سومری بود) توسط بروس (قرن سوم پیش از دوران مشترک) و افرادی که به بابیلونیاکای او ارجاع می‌دادند، نقل شده است. در ایران، هند و آسیای مرکزی تاثیر «علوم» خط میخی بر فرهنگ بومی دیده می‌شود.

##### باقی ماندن نام گیلگمش
در دورهٔ پس از خط میخی خود گیلگمش فراموش نشد. او در کتاب غولان که در قمران پیدا شد، حضور دارد. از حدود قرن سوم دوران مشترک، کتاب غولان یهودی توسط پیروان مانی به عنوان متن مقدس پذیرفته شد. در کتاب غولان مانوی که در تورفان به دست آمده، شخصیتی وجود دارد که احتمالا همان اوتنپیشتی است. گیلگمش در جادوی اسلامی نیز باقی ماند. تولد شگفت‌انگیز گیلگمش در اثر آلیان (قرن دوم دوران مشترک) حضور دارد؛ خود آلیان بازگو کرده است که دودمان پارسی هخامنشی سنتا توسط یک عقاب پرستاری می‌شدند. شش قرن پس از آلیان، نویسنده‌ای در سنت مسیحیت نسطوری فهرستی از دوازده پادشاه پس از طوفان را در اختیار می‌گذارد که مابین یکی از نوادگان پسر نوح و ابراهیم حکومت می‌کردند و به نظر املایی از گیلگمش در آن وجود دارد.

#### بررسی‌های تطبیقی مورد اختلاف
باقی ماندن نام گیلگمش در این متون، نشانگر باقی ماندن حماسه و یا حتی وابستگی به حماسه نیست. ادعای اینکه سفر خنوخ «شامل داستانی دربارهٔ گیلگمش و رقیب غول او است» درست نیست. بررسی دقیق منابع کتاب غولان، نشانگر هیچ ارتباطی با رویاهای گیلگمش (چه رویایی که انکیدو تعبیر می‌کند و چه رویایی که توسط نینسون تعبیر می‌شود) در حماسه نیست (در متنی دیگر از سنت اپوکریفون نیز همین وضعیت برقرار است). ادعای مشابه دیگری نیز دربارهٔ داستان نقل‌شده توسط لوسیان وجود دارد که وضعیت بهتری ندارد.
مورد بعدی داستان بولوکیا در شب‌های عربی است. حضور بن‌مایه‌هایی در این روایت شبیه به گیلگمش دانسته شده است (خضر پیش‌نمونی بابلی دارد). اما خضر و آب حیات به احتمال زیاد از طریق داستان اسکندر به اعراب منتقل شد و سفرهای بولوکیا را از طریق ادبیات یهودی شناختند.  هر سه روند استدلالی که برای شباهت و ارتباط گیلگمش با بولوکیا و خضر مطرح شده است، با بررسی دقیقتر رد می‌شود (و تقریباً بی‌معناست). داستان بولوکیا مانند سایر فولکلورِ قرون وسطی در خاور میانه، به روشنی نشانگر تاثیر ادبیات یونانی و یهودی است.
تلاش برای برقرار کردن ارتباط مابین داستان بولوکیا و عرفان اسلامی از پایهٔ استدلالی بسیار ضعیف‌تری برخوردار است،  شواهد زمانی که در پس‌زمینهٔ تاریخ طولانی ادبیات و فرهنگ روشنفکری بین‌النهرین قرار می‌گیرند، به چنین نوع نتیجه‌گیری‌هایی منتهی نمی‌شوند. خلاصه آنکه، یونان باستان، یهودیت قرون وسطی و ادبیات عربی بی‌شک ردی از ادبیاتی را بر خوددارند که بزرگترین دستاورد تمدن بین‌النهرین باستان بوده است. برای هر گونه بازسازی از تاثیر پیکرهٔ ادبیات بابلی بر خلاقیت ادبی سایر تمدن‌ها باید: (الف) وجود الگوهای روایی و بن‌مایه‌های مشترک را در نظر گرفت و (ب) مراحل میانی را در آرامی، فنیقی، یونان هلنی و احتمالا سایر زبان‌ها مسلم فرض کرد.

#### پایان عصر برنز
با توجه به این موضوع، ناشی از بدشانسی است که هیچ اطلاعاتی دربارهٔ ادبیات شام در دورهٔ بلافاصله پس از عصر برنز متاخر وجود ندارد؛ و از ادبیات آرامی در جنوب بین‌النهرین (مابین دورهٔ دانشوری خط میخی و نویسندگان اولیهٔ عربی)
اطلاعات بسیار کمی در دست است.متون این دوره است که بازتاب مسائل امپراتوری آشور و بابل بوده و متونی از این دست است که با امپراتوری‌های پارتی و ساسانی ارتباط برقرار می‌کند. اما پاپیروس قابل دوام نیست و نمونه‌های تداوم ادبیات آرامی باستان تا جهان عرب زبان بسیار کم است.
یک استثنای مشهور داستان احیقار است که در عربی قرون وسطی در شب‌های عربی دیده می‌شود. استثنای دیگر، داستان بسیار قدیمی‌تری است: اسطوره طوفان. داستان طوفان در سفر پیدایش (باب ۶ تا ۸) بسیار در طرح و جزئیات به اسطوره بابلی قدیمی‌تر شبیه است. با این حال، حماسهٔ گیلگمش با مرگ خط میخی از بین رفت، همراه با بخش اعظم ادبیات کاتبان سنتی که کارکرد عملی، علمی و یا دینی در جهانِ بدون خط میخی نداشتند.

## یادداشت
1. ↑  شرح بیشتر، سیستم آموزشی.[۶]
2. ↑  کار او نقش بزرگی در آشورشناسی داشته‌است.
3. ↑  کتاب دوم جرج، نامهٔ گیلگمش ص۱۱۷ تا انتهای ص۱۱۹ (آخرین پاراگراف)
4. ↑  در آن زمان، این شهرِ روزگاری بزرگ، با کاهش قدرت و جمعیت مواجه شده‌است اما در سرزمینی که دیگر ساکنانش مدتهای دراز است که به اکدی سخن نمی‌گویند و زبانشان آرامی و یونانی است، معبد باستانی آن آخرین سنگر به جا مانده از مدرسه خط میخی است.[۲۰]
5. ↑  anih (بابِلی)
6. ↑  shupshuh (بابِلی)
7. ↑  shakin (بابِلی)
8. ↑  به گفته اندرو جرج، این بخش بسیار غریب است. به نثر است. شاعران بابلی در شعر خود نثر قرار نمی‌دادند و اگر این شاعر این کار را انجام داده‌است به دلیل مهمی بوده‌است. این بخش، پانویس نیست، اهمیت زیادی دارد که در خاتمه حماسه به آن برخواهیم گشت. در بخش پس از آن نیز که دوباره شعر از سر گرفته می‌شود، برخلاف معمول شعر بابلی که در بیت‌های دوتایی بیان می‌شود، از پنج سطر (و نه چهار سطر معمول) تشکیل شده‌است. سطر پنجم به همان اندازه بخش نثر در ساختار شعر بابلی غریب است. شاعر می‌خواهد به این بخش‌ها توجه ویژه‌ای شود.[۲۴]
9. ↑  در نسخهٔ «بابلی استاندارد»، زمانی که نینسون در حال نیایش به شمش است، سه بار از آیا می‌خواهد از جانب پسرش گیلگمش شفاعت کند تا سلامت او هم در روز و هم در شب تضمین شود.[۳۶] نینسون می‌گوید که بهترین زمان برای درخواست آیا از شوهرش درست پس از غروب آفتاب است، زمانی که او از سفر روزانه‌اش به خانه برمی‌گردد.[۳۷]
10. ↑  اسمیت در اولین سفر تحقیقاتی تنها تعداد بسیار کمی لوح همراه با خود آورد (مجموعه DT)، اما در میانشان واقعاً بخشی از «طوفان» بود (اتفاقی نادر)... در واقع، امروز می‌دانیم این بخش خاص از داستان «طوفان»، جزئی از نسخه‌ای پسین از شعر «آترام-هاسیس» و اصلاً بخشی از «گیلگمش» نبوده‌است. اسمیت در آن زمان هیچ راهی برای دانستن این موضوع نداشت. تشخیص او، بهترینی بود که در آن زمان می‌توان انتظار داشت و برای سالها بدون چالش باقی ماند.[۴۵]
11. ↑  هم در حماسه گیلگمش (لوح XI، سطر ۱۰۲) و هم در نسخه آشوری نو آترا-هاسیس اراگال مسوول «از بیخ کندن تیرک‌های مهار» قبل از طوفان است.[۴۶] فرانس ویگرمن به طور آزمایش پیشنهاد می‌کند که این موضوع می‌تواند بازی با کلمات باشد که شامل نام اراکال و واژه تارکولو می‌شود.[۴۷] می‌توان آن را به معنای تحت‌اللفظیِ «تیرک مهار» ترجمه کرد اما از نظر استعاری می‌تواند به ارتباط بین عناصر مختلف جهان اشاره کند.[۴۸]
12. ↑  پایان شعر؛ لوح XI، سطرهای ۳۲۳ تا ۳۲۸
13. ↑  ترجمه این متن در بخش شعرهای سومری و در پایان ترجمه «ببیلگمس و جهان زیرین» آمده‌است (ص ۱۹۱).
14. ↑  در متن، نام شهر به صورت اوروک-آغل آمده است.[۶۲]
15. ↑  کتاب اول فاستر، ویلیام موران، پاراگراف اول «لوح XII، ضمیمه» ص۱۸۲
16. ↑  کتاب دوم جرج، «داور و حاکم ارواح در جهان زیرین» در «گیلگمش خدا»، ص۱۲۷ تا ۱۳۰ / «قایقران مردگان» ص۱۳۰ تا ۱۳۲ / «گیلگمش در آیین‌های جن‌گیری» ص۱۳۲ تا انتهای ۱۳۵
17. ↑  لوح XII:چه، کجا و چرا؟ / تنها حماسه لوگالباندا و تعالیم شوروپاک وضعیت کمابیش مشابهی دارند.[۷۱]؛ لوح XII: پرداختن ریز به متن و آغاز بخش اکدی آن[۷۲]
18. ↑  لوح مگیدو ص۱۰۲ تا ص۱۰۵ (همان ترجمه جرج است)
19. ↑  لوح مگیدو[۱۰۲]
20. ↑  «اندرو جرج» در کتاب‌های حماسه گیلگمش و حماسه بابلی گیلگمش در سراسر بخش‌هایی که به شعرهای سومری مربوط می‌شوند، از واژه «بیلگمس» (برابر سومری واژهٔ اکدی گیلگمش) استفاده می‌کند.
21. ↑  در هر دو کتاب اندرو جرج، نام این شعر سومری بیلگمس و نرگاو آسمان است؛ علاوه بر این، بنابر کلمات آغازین، نام دوم این شعر قهرمان در نبرد است.
22. ↑  حماسه گیلگمش (اندرو جرج)، ص ۱۴۲: تا اکنون هیچ کار دانشگاهی منتشرشده‌ای نیست که شعرهای سومری دربارهٔ گیلگمش به زبان اصلی را باهم گردآوری کرده باشد و این اولین موردی است که ترجمه‌های انگلیسی هر پنج شعر یک‌جا چاپ شده‌اند.
23. ↑  کتاب حماسه بابلی گیلگمش، جلد اول، صفحه ۱۱: (کلمات آغازین) šul.mè.kam
24. ↑  این سطر استعاره است، به معنای «وقتی که خدایان (مانند) انسان‌ها بودند» (مجبور به کار کردن بودند). این به آن معنا نیست که خدایان واقعاً انسان بودند، بیشتر منظور این است که مانند انسان‌ها مجبور به کار بودند. از واژه مفرد «انسان» به جای «انسان‌ها» استفاده شده و انگار شاعر قصد داشته در سطر آغازینش با دو کلمه «خدا» و «انسان» بازیِ هنری کند.[۱۳۵]
25. ↑  کتاب اول فاستر: مقدمه xi تا xxii (تشکر از جرج)؛ پایان حماسه با لوح XI؛ در بخش سومری:داستان گودام ص ۱۲۷ تا ۱۲۹ + تولد گیلگمش؛ متن هیتی ص ۱۵۷ تا ص ۱۶۵؛ نامه گیلگمش ص ۱۶۷ تا ۱۶۸؛ ویلیام موران (حماسه گیلگمش: شاهکاری از بین‌النهرین باستان) ص۱۷۱ تا ۱۸۳؛ تورکیلد یاکوبسن (و مرگ پایان سفر: حماسه گیلگمش) ص۱۸۳ تا ۲۰۷؛ ریوکا هریس (تصویر زنان در حماسه گیلگمش) ص۲۰۷ تا ۲۱۸؛ اسامی خاص ص
26. ↑  کتاب اول فاستر، ویلیام موران، پاراگراف دوم و سوم «لوح XII، ضمیمه»

## واژگان
1. ↑  William L. Moran
2. ↑  Sacred Marriage